# RTVE
La Corporación de Radio y Televisión Española, Sociedad Anónima, S. M. E., conocida simplemente como Radiotelevisión Española o por su acrónimo RTVE, es una sociedad mercantil estatal que organiza la gestión indirecta del servicio público de radio y televisión de España. Fue creada en 2007 tras la refundación del antiguo Ente Público Radiotelevisión Española.
La corporación divide sus servicios de televisión y de radio en dos secciones: Televisión Española (TVE) para los audiovisuales y Radio Nacional de España (RNE) para los radiofónicos, que previamente habían sido empresas integradas en el Ente al que sustituyó. Su funcionamiento desde enero de 2010 es financiado mediante una partida de los Presupuestos Generales del Estado, que cubre el 50% de los gastos, mientras que la otra mitad proviene de un impuesto extra del 0,9% a las compañías telefónicas, el 3% de los ingresos de las televisiones privadas abiertas y el 1,5% de las televisiones privadas de pago.
Además de sus divisiones de medios RTVE también alberga en su seno otras secciones con otro tipo de actividades como RTVE Instituto o la Orquesta Sinfónica y Coro de RTVE. También es miembro de la Unión Europea de Radiodifusión.

## Historia
En el ejercicio de su función de servicio público, el Ente Público RTVE debía servir como vehículo esencial de información y participación política de los ciudadanos, de formación de la opinión pública, de cooperación con el sistema educativo, de difusión de la cultura española y de sus nacionalidades y regiones, así como medio capital para contribuir a que la libertad y la igualdad sean reales y efectivas, con especial atención a la protección de los marginados y a la no discriminación de la mujer.
El Ente se conformó en 1980 con el Estatuto de la Radio y la Televisión que englobó en el Ente Público RTVE, las sociedades estatales Radio Nacional de España, Radiocadena Española y Televisión Española y disolvió el anterior Ente Autónomo RTVE. La red de difusión, el Instituto de Radio y Televisión Española y la Orquesta y Coros de RTVE quedaron integradas como servicios comunes adscritos al Ente.

### Los gobiernos del PSOE (1982-1996)

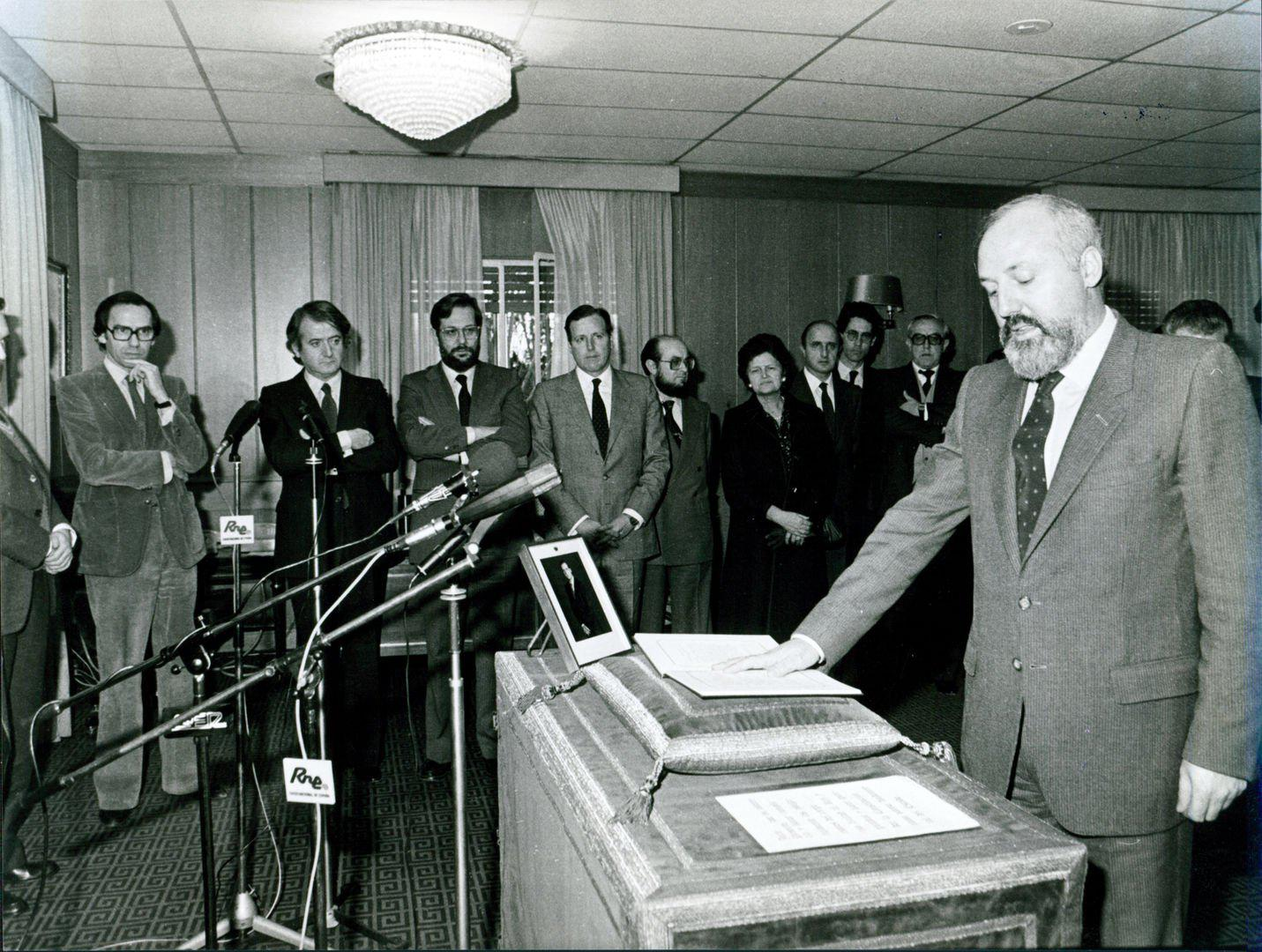
Alfonso Guerra, vicepresidente del Gobierno, preside la toma de posesión del nuevo director general de RTVE, José María Calviño.

Tras la victoria del Partido Socialista Obrero Español en las elecciones generales de 1982, José María Calviño es nombrado director general de RTVE. Su mandato al frente de la radio y televisión públicas en España se prolongó hasta 1986 y no estuvo exento de críticas, polémicas y acusaciones de manipulación partidista. 
Pretendió renovar por completo la imagen y espíritu de la televisión en España. De esa época datan programas innovadores y vanguardistas como La bola de cristal, Si yo fuera presidente o La edad de oro que aspiran a la implantación de un modelo de televisión pública de calidad. Ello sin embargo, no impidió que los horarios privilegiados los ocupasen series norteamericanas como Dinastía o Falcon Crest.
En cuanto a su política informativa, nombró a José Luis Balbín como director de los Servicios Informativos de TVE. Sin embargo, posteriores desavenencias entre ambos provocaron su destitución y la retirada del programa La clave. Fue sustituido primero por Enrique Vázquez y luego por Enric Sopena. Durante el mandato de Calviño también se destituyó a otros rostros clásicos de la información en TVE, como Paloma Gómez Borrero corresponsal de TVE en Roma y El Vaticano. Al mismo tiempo incorporó a una nueva generación de periodistas, abanderada por Paco Lobatón, Concha García Campoy y Ángeles Caso, que renovaron la imagen de los Telediarios.
Entre los escándalos políticos de la época figura la polémica generada por la sobreimpresión de las siglas del PSOE en la repetición de los goles de Emilio Butragueño en el partido España-Dinamarca de la Copa Mundial de Fútbol de 1986, en el Telediario 2 del 19 de junio de 1986. La gestión de los informativos durante todo ese periodo, fue constante causa de polémica por las continuas acusaciones de manipulación política y el profesional del medio, Luis Mariñas, llegó a afirmar que el texto de las noticias era revisado previamente por el Gobierno.
Tras las elecciones generales de 1986, Calviño fue relevado en su puesto por Pilar Miró. Esta consigue inaugurar los míticos Estudios Buñuel en 1988. En su periodo se suprimieron programas muy populares como La bola de cristal. En cuanto a su política informativa, nombró a Julio de Benito como director de los Servicios Informativos de TVE.
En enero de 1989, Miró es relevada al frente del Ente Público por Luis Solana. Contó con Diego Carcedo en la dirección de los Servicios Informativos de TVE.
Tras el breve paréntesis de Luis Solana, en 1990, Jordi García Candau es nombrado nuevo director general de RTVE y confía la dirección de los Servicios Informativos de TVE a la periodista María Antonia Iglesias. Uno de sus máximos retos es el de enfrentar el nacimiento de las televisiones privadas. Telediario como el resto de los programas de la parrilla de la cadena pública se encuentran por primera vez en la historia con espacios de la competencia con los que a partir de ese momento deberán competir para conservar la audiencia.
En esa época arrecian las denuncias por el PP de manipulación informativa en TVE. Se pone por ejemplo de relieve por parte del principal partido de la oposición que en el Telediario emitido el 28 de octubre de 1992 se calificó la década de gobiernos presididos por Felipe González como «una época llena de éxitos y metas conseguidas».

### Los gobiernos del PP (1996-2004)
Tras la victoria del PP en las elecciones generales de 1996, es nombrada directora general de RTVE Mónica Ridruejo. En los primeros años del Gobierno del Partido Popular, coinciden en la misma persona, Ernesto Sáenz de Buruaga, la dirección de los Servicios Informativos de TVE y la dirección y presentación de Telediario 2, el principal Telediario de Televisión Española. El mandato de Ridruejo se caracterizó por la gestión independiente y profesional del mayor grupo audiovisual en España, pero en una situación de quiebra técnica y de falta de adecuación al mercado. Diseñó un plan de reestructuración para su aprobación por el Gobierno y el Parlamento, así como una cuidada gestión de contenidos en la programación de la televisión, la radio y otros medios. En ese sentido, presentó al Gobierno un Plan de Renovación en diciembre de 1996 y dirigió el lanzamiento de una oferta de canales digitales para su emisión nacional e internacional. Sin embargo, dimitió un año después de su nombramiento, en febrero de 1997, al no tener el Gobierno intención de reestructurar el Ente Público dependiente del Estado. Sería sustituida por Fernando López-Amor.
El 5 de mayo de 1998, tras la marcha de Ernesto Sáenz de Buruaga y el 31 de julio de ese año de Matías Prats a Antena 3, Javier González Ferrari asume la dirección de los Servicios Informativos. Fernando López-Amor únicamente permanecería poco más de un año en el cargo, siendo sustituido en noviembre de 1998 por Pío Cabanillas Alonso.
Tras las elecciones generales celebradas en 2000 y la obtención de la mayoría absoluta por parte del Partido Popular, Pío Cabanillas deja su cargo tras ser nombrado ministro portavoz del Gobierno de José María Aznar. Entonces, fue sustituido en el cargo de director general de RTVE por Javier González Ferrari, el hasta entonces director de los Servicios Informativos. Tras esto, Alfredo Urdaci sustituyó a González Ferrari como director de los Servicios Informativos de TVE, continuando como presentador del Telediario 2. Durante su mandato que se prolongó hasta 2002, RTVE pasó a depender desde el 1 de enero de 2001 de la Sociedad Estatal de Participaciones Industriales (SEPI), que se encargó de la elaboración de un Plan de Viabilidad del Ente y que proponía la segregación de RTVE en dos entidades: una de carácter comercial y otra de servicio público. Javier González Ferrari se opuso al contenido de esa propuesta y en octubre de 2001 ante la Comisión de Control de RTVE del Congreso de los Diputados anunció finalmente que no se aplicaría.
Poco después y tras el relevo en la dirección de la SEPI de Pedro Ferreras por Ignacio Ruiz-Jarabo, se aprobó una nueva versión del plan, que preveía la eliminación de la deuda para 2004. La restricción en el gasto llevó a renunciar a la adquisición de los derechos de la Copa Mundial de Fútbol de 2002.
Por otro lado, su neutralidad e imparcialidad fueron muy cuestionadas por los partidos políticos de la oposición. El PSOE solicitó su dimisión en diciembre de 2001 con motivo de la cobertura realizada de la manifestación contra la Ley Orgánica de Universidades y en marzo de 2002 por la cancelación de una entrevista a Javier Solana. En esa época, además, se produce la primera sentencia judicial condenatoria por manipulación informativa dictada por la Audiencia Nacional como consecuencia de la demanda interpuesta por el sindicato CC. OO. sobre el tratamiento informativo de la huelga general de 20 de junio de 2002 y que Urdaci lee en antena el 15 de octubre de 2003, pronunciando el nombre del sindicato en la literalidad de sus siglas («ce ce o o»). Tan solo un mes después de la huelga, el 19 de julio, González Ferrari fue relevado de su cargo a petición propia. Fue entonces nombrado para sustituirle el periodista José Antonio Sánchez. Durante ese periodo hubo fuertes críticas por parte de grupos parlamentarios de la oposición a la gestión al frente del ente público y en abril de 2003 el PSOE llegó a presentar una Proposición no de ley, exigiendo su destitución del cargo con acusaciones de infringir el artículo 20 de la Constitución española que garantiza el derecho a la información.
Distintos medios, instituciones y sobre todo los partidos de la oposición son muy críticos con la presunta falta de neutralidad de los informativos del momento y en especial con la labor de Alfredo Urdaci. El tratamiento informativo dado a la guerra de Irak es objeto de estudio por la Universidad Carlos III de Madrid y la UNED, que no dudan de calificarlo de «sesgado y alejado de la realidad social». En febrero de 2003 el PSOE llega incluso a presentar una proposición no de ley en la que solicita la destitución del periodista. El 30 de enero de 2004, la asamblea parlamentaria del Consejo de Europa citó a TVE como ejemplo de «clientelismo político» y «paternalismo estatal». Tras los atentados del 11 de marzo de 2004 en Madrid, TVE fue acusada de seguir órdenes del Gobierno del Partido Popular atribuyendo bajo la dirección de Alfredo Urdaci, los atentados del 11 de marzo a la banda terrorista ETA y no a Al Qaeda. Días posteriores a los atentados y antes de las elecciones, diversas televisiones internacionales reprocharon al Gobierno y a Televisión Española el intento de ocultar la verdad ante una posible derrota del PP como consecuencia de la guerra de Irak.

### Los gobiernos del PSOE (2004-2011)
Tras el triunfo del PSOE en las elecciones generales de marzo de 2004, este renueva la directiva de RTVE, tomando el cargo de directora general Carmen Caffarel, que retira en su primer día como directora los dos recursos que RTVE tenía interpuestos contra la sentencia en el Supremo, que ya habían sido admitidos a trámite.
La primera tarea de Caffarel en RTVE es la renovación de sus cargos. Entre ellos, nombra a Fran Llorente como director de los Servicios Informativos de TVE en sustitución de Alfredo Urdaci. Durante esta etapa, los informativos de TVE son reconocidos mundialmente por su «calidad, independencia y pluralidad», recibiendo el Telediario 2 en 2009 el premio al mejor informativo del mundo de los Media Tenor Global TV Awards, superando a los informativos de la BBC, la TF1, la ABC o la RAI, entre otros y recibiendo el segundo puesto de ese mismo premio en 2010, solo superado por los informativos de TF1. En 2011 recibió el Premio Nacional de Televisión. Esto no impide sin embargo que los representantes de la oposición reiteren sus denuncias de manipulación informativa. Así, el Partido Popular llega a solicitar la dimisión de Fran Llorente por la emisión de un reportaje sobre los abusos cometidos en la cárcel de Abu Ghraib (Irak) en el que se «coló» un fotograma de Mariano Rajoy al final o por la emisión el 13 de enero de 2010 de dos vídeos falsos uno sobre Haití y otro sobre una riada en Ciudad Real. Además el principal partido de la oposición denuncia en 2011, una supuesta manipulación informativa en beneficio del PSOE, en función del a su juicio, desequilibrio desmedido en los tiempos dedicados a informar sobre actividades de los respectivos líderes de ambas formaciones políticas.
Durante su gestión se abordó la reforma de Radiotelevisión Española que implicó la asunción de la deuda histórica, la transformación del Ente Público en la Corporación RTVE y la aprobación de una reforma laboral que implicó la salida voluntaria del Ente de 4.150 profesionales de 2007 a 2009, con el apoyo unánime de todos los grupos sindicales y el refrendo del 80% de los trabajadores. Además, la reforma supuso la modernización tecnológica de la empresa. La Ley de la Radio y la Televisión Estatal de 5 de junio de 2006 (Ley 17/2006) disolvió el Ente y las sociedades TVE, S. A. y RNE, S. A. creando la actual Corporación RTVE. A partir de entonces, en vez de ser nombrado por el Gobierno, el presidente debía ser elegido en el Parlamento por los dos tercios de los diputados. En la primera designación de los consejeros y del presidente de la Corporación RTVE, si transcurridos dos meses desde la primera votación en cada Cámara no se alcanzare la mayoría de dos tercios, el Congreso podrá designar por mayoría absoluta a los doce consejeros y al presidente. El 19 de diciembre de 2006, el Congreso de los Diputados eligió por primera vez en la historia de la radio y la televisión del Estado al presidente de la Corporación, el periodista Luis Fernández Fernández, consejero a propuesta del PSOE, que lo será también del Consejo de Administración.
En 2007 se creó la dirección de Medios Interactivos RTVE al mismo nivel jerárquico que TVE o RNE.
El 23 de noviembre de 2009, Luis Fernández presenta su dimisión debido presuntamente a su desacuerdo con la decisión del Gobierno de aprobar una nueva ley de financiación de RTVE, la cual eliminaba en el Ente los anuncios publicitarios. En su lugar es elegido también por consenso parlamentario, Alberto Oliart, exministro de Sanidad y Defensa. Oliart es designado presidente de RTVE el 24 de noviembre de 2009.
Durante su mandato, TVE dejó de emitir publicidad. El 25 de junio de 2010 el Consejo de Ministros autoriza la fusión de las tres sociedades mercantiles estatales englobadas en RTVE («Televisión Española, S. A.», «Radio Nacional de España, S. A.» y «Corporación RTVE, S. A.»), pasando a formar una única sociedad («Corporación RTVE, S. A.»), tal como había solicitado el Consejo de Administración de RTVE, con el fin de lograr una mayor eficiencia y ahorro de la organización.
Oliart dimitió de su cargo el 6 de julio de ese año por motivos personales, tras conocerse que RTVE había adjudicado un contrato a la empresa de la que su hijo Pablo era administrador único. Tras la dimisión de Oliart, la presidencia de la Corporación RTVE quedó vacante, mientras que la presidencia del Consejo de Administración de RTVE la ocupan de forma rotatoria y mensual desde julio de 2011 a junio de 2012, los distintos miembros de dicho órgano.

### Los gobiernos del PP (2011-2018)
Tras la nueva victoria del PP en las elecciones generales de noviembre de 2011, la Ley de 2006 quedó modificada el 20 de abril de 2012, cuando el Consejo de Ministros aprobó un Real Decreto-ley, reduciendo el número de miembros del Consejo de Administración de doce a nueve y modificando el método de designación del presidente de la Corporación (vacante desde julio de 2011): si no se logra la mayoría de dos tercios para la elección, esta podrá hacerse 48 horas después en una segunda vuelta por mayoría absoluta.
El 4 de junio de 2012 se conoció a propuesta del gobierno del PP, que el nuevo presidente de RTVE sería Leopoldo González-Echenique. Su nombramiento salió adelante el 28 de junio con respaldo de mayoría absoluta de los miembros del Congreso. Tras esto, Julio Somoano fue nombrado director de los Servicios Informativos de TVE, sustituyendo a Fran Llorente Durante su mandato hubo fuertes críticas por parte de los grupos parlamentarios de la oposición a su gestión al frente de la Corporación y en julio de 2014, el sindicato CC. OO. llegó a presentar una denuncia ante Sala de lo Social de la Audiencia Nacional contra Echenique, acusándole de "actuar con mala fe en la negociación del II Convenio Colectivo y haber vulnerado los artículos 28.1 y 37 de la Constitución, que recogen el derecho a recibir una información correcta y adecuada", así como de "haber presentado una falsa información económica de la empresa, vulnerando así el Estatuto de los Trabajadores".
Distintos analistas, medios y sobre todo, los partidos de la oposición son muy críticos con la presunta falta de neutralidad de los informativos de ese momento, debido a que entre otras cosas, la primera polémica de orden político no tarda ni un año en llegar y viene motivada por el tratamiento dado a la celebración de la Diada de Cataluña el 11 de septiembre, noticia que se relega al minuto 20 de emisión, generando incluso un debate al respecto en sede parlamentaria. Controversias posteriores incluyen el supuesto trato favorable hacia el Gobierno y el PP en noticias relacionadas con el Caso Bárcenas, un tratamiento el cual los partidos de la oposición y varios trabajadores de la redacción de los informativos no dudan en calificar de "zafia manipulación" o de "intento de exculpar al PP".
El 29 de enero de 2013, la asamblea parlamentaria del Consejo de Europa mostró igual que lo hizo en el año 2004, su "preocupación" por las "injerencias políticas" a las que presuntamente se ve sometida TVE.
El 25 de septiembre de 2014, Echenique dimitió como presidente de RTVE tras la negativa del gobierno a hacer una inyección de 130 millones de euros como plan de viabilidad financiera para la Corporación.
Por ello fue nombrado presidente en funciones de RTVE José Manuel Peñalosa, miembro del Consejo de Administración a propuesta del PP.
El 6 de octubre de 2014, el gobierno del Partido Popular dio a conocer que el nuevo presidente de RTVE sería José Antonio Sánchez Domínguez, hasta entonces director general del Ente Público de Radiotelevisión Madrid y que ya había ocupado este mismo cargo en RTVE entre 2002 y 2004. Su nombramiento salió adelante el 22 de octubre con el respaldo de la mayoría absoluta de los diputados del Congreso.
Tras esto, José Antonio Álvarez Gundín, hasta entonces subdirector de Opinión de La Razón, es nombrado nuevo director de Informativos de TVE, reemplazando a Julio Somoano.

### Los gobiernos del PSOE (2018-presente)
El 27 de julio de 2018, el Congreso de los Diputados aprueba por mayoría absoluta el nombramiento de Rosa María Mateo como administradora provisional única de la Corporación RTVE. Rosa María Mateo pasa a desempeñar las funciones de la presidencia de RTVE y de los miembros del Consejo de Administración.
El 31 de julio de 2018, Mateo nombra a Begoña Alegría, directora de Informativos de Televisión Española. Días más tarde, Elena Sánchez es nombrada secretaria general de RTVE, Federico Montero, director general Corporativo; María Escario, directora de Comunicación y Relaciones Institucionales; Fran Llorente, director de Proyectos y Estrategia; Paloma Zuriaga, directora de RNE y Raúl Heitzmann director de Informativos de RNE, por su parte, Eladio Jareño continúa como director de TVE.
En 2019, Toni Sevilla abandona RTVE y se nombra a Fernando López Puig como nuevo director de Contenidos y Canales de TVE, manteniendo sus funciones como director de Cine y Ficción. El 4 de septiembre de 2019, Rosa María Mateo nombra a David Valcarce director de TVE, a Enric Hernández director de Información y Actualidad de RTVE y a Víctor Sánchez director de Medios y Operaciones de TVE.
El 22 de enero de 2020, tras un año y medio como administradora única y tras la formación del nuevo Ejecutivo socialista, Mateo pone su cargo a disposición de Pedro Sánchez. Se había comprometido a estar al frente de la Corporación entre dos y tres meses. Así, los 17 expertos designados para evaluar un hipotético concurso público, se han referido a esta situación como de "grave irregularidad democrática". Rosa María Mateo ha llevado a cabo una gestión marcada por un presupuesto congelado, una bajada generalizada de audiencia y diversos escándalos laborales. Pocas semanas después reconsidera su decisión de abandonar el puesto.
El 25 de febrero de 2021, el Congreso de los Diputados con 249 votos eligió a seis vocales del Consejo de Administración: Elena Sánchez Caballero, José Manuel Martín Medem, María Carmen Sastre Bellas, Jenaro Castro Muiña y Juan José Baños Loinaz, por su parte el Senado con los votos de dos tercios de la cámara eligió a otros cuatro vocales el 24 de marzo de 2021: Ramón Colom Esmatges (220 votos), Concepción Carmen Cascajosa Virino (218 votos), Roberto Lakidain Zabalza (221 votos) y María Consuelo Aparicio Avendaño (219 votos) y por último el Congreso de los Diputados el 25 de marzo de 2021 eligió por 247 votos a José Manuel Pérez Tornero como presidente de la Corporación RTVE. Tanto el presidente como los diez vocales del Consejo de Administración tomaron posesión de sus cargos al día siguiente, 26 de marzo de 2021, poniendo fin así al mandato de Rosa María Mateo como administradora provisional única de la Corporación.
En aras de una mayor eficacia en la gestión de los recursos, el 26 de mayo de 2021 se hizo público una profunda renovación de la estructura orgánica de la Corporación. De este modo desaparecen las direcciones de TVE y RNE y se crea un organigrama con departamentos transversales.
El 2022 adquirió los derechos de la Copa Mundial de Fútbol de 2022, 24 años después de la última cita mundialista emitida por la radiotelevisión pública, la de Francia 1998, cuyo campeonato emitió íntegro. También adquirió los derechos de la Eurocopa 2024, recuperando los derechos de esta cita futbolística 20 años después de la última emitida por la cadena pública, la Eurocopa 2004. 
El 27 de septiembre de 2022, José Manuel Pérez Tornero dimitió como presidente de la Corporación RTVE, al no sentirse apoyado por el Consejo de Administración de RTVE. Elena Sánchez Caballero, miembro del Consejo de Administración, fue nombrada presidenta interina —sin funciones ejecutivas— del consejo ese mismo día, hasta la elección del nuevo consejero/a que tome las riendas de la Corporación. Por su parte, Alfonso María Morales Fernández (secretario general) y Marta Torralvo Liébanas (directora corporativa) asumen las funciones ejecutivas. El 4 de octubre de 2022 el Consejo de Ministros aprobó una modificación de los estatutos sociales de la Corporación a instancias de la Sociedad Estatal de Participaciones Industriales (SEPI) para que la presidenta tenga poderes ejecutivos, ya que con la anterior redacción de los estatutos de RTVE, Elena Sánchez tenía potestad para presidir el Consejo de Administración, pero no para firmar acuerdos sociales, ni poner en marcha planes de empleo o grandes inversiones en la Corporación.
El 26 de marzo de 2024 tras ser cesado José Pablo López como director de Contenidos Generales de RTVE por el Consejo de Administración de RTVE, se produjo el cese por parte del consejo de Elena Sánchez Caballero, presidenta interina de RTVE y de su Consejo de Administración. Al día siguiente, el consejo nombró a Concepción Carmen Cascajosa Virino como nueva presidenta interina de RTVE y de su Consejo de Administración en sustitución de Elena Sánchez Caballero. También se produjo la dimisión de Alfonso María Morales Fernández, secretario general de RTVE.
El 22 de octubre de 2024, al no lograr los dos grandes partidos políticos españoles presentes en las Cortes Generales —PSOE y PP— llegar a un acuerdo para la renovación de los asientos del Consejo de Administración con el mandato caducado y de su presidencia interina provisional, el Gobierno rebaja la mayoría parlamentaria requerida para renovar el Consejo de RTVE, bastando la mayoría absoluta de ambas Cámaras en segunda votación si no se consigue en primera votación en la cual la mayoría requerida es de dos tercios.
Este decreto aumenta el número de consejeros de 10 a 15 e incluye cambios en las competencias del Consejo de Administración y de su Presidente. Los 15 consejeros del Consejo de Administración pasan a tener un mandato completo de 6 años y vuelven a tener dedicación exclusiva, estando sujetos al régimen de incompatibilidades de los altos cargos de la Administración General del Estado y también al establecido en la legislación mercantil para los administradores, como en la reforma previa de 2012, mientras que sus retribuciones están sujetas al Real Decreto 451/2012, de 5 de marzo, sobre el régimen retributivo de los máximos responsables y directivos en el sector público empresarial El presidente pasa a tener mayores atribuciones ejecutivas, pudiendo nombrar o cesar al equipo directivo de RTVE, revocar o conferir poderes y aprobar todo tipo de contratos audiovisuales independientemente de su cuantía, sin el voto de la mayoría de los consejeros  .
Tras la entrada en vigor del Real Decreto-ley el 24 de octubre de 2024, el 30 de octubre de 2024 es convalidado en el Congreso de los Diputados por 175 votos a favor y un voto en contra,y tramitado como Proyecto de Ley por el procedimiento de urgencia con 176 votos a favor con la ausencia de PP, Vox y Compromís en desacuerdo por celebrarse la sesión debido a los devastadores efectos de la gota fría en España. Los Consejos de Informativos de RTVE (TVE, RNE e Interactivos), mostraron su rechazo por el Real Decreto-ley tramitado por el Gobierno.
El 31 de octubre de 2024, PSOE, Sumar, ERC, Junts, PNV y Podemos, presentan el listado de los 11 aspirantes que proponen para el Consejo de Administración de RTVE. Los días 5 y 6 de noviembrede 2024, los aspirantes pasaron por la Comisión de Nombramientos del Congreso de los Diputados, dando su visto bueno el 6 de noviembre. Los días 12 y 14 de noviembre de 2024 se produjeron las votaciones para elegir a los 11 consejeros en el Congreso de los Diputados, necesitándose una mayoría de dos tercios (233 diputados) el día 12 y mayoría absoluta (176 diputados) el día 14. En la primera votación no se reunieron los votos necesarios (174 votos favorables) al no conseguirse la mayoría de dos tercios requerida, aprobándose en segunda votación dos días después(179 votos favorables). Por su parte, el PP presentó el 14 de noviembre el listado de los cuatro candidatos de la formación para formar parte del Consejo de Administración. Al día siguiente los candidatos pasaron por la Comisión de Nombramientos del Senado, produciéndose las votaciones los días 19 —por mayoría de dos tercios (177 senadores) y 21 de noviembre de 2024 —por mayoría absoluta (134 senadores). En la primera votación, la lista obtuvo 143 votos favorables, 111 en blanco y 11 nulos, no saliendo adelante en primera votación, pero si en segunda votación con 144 votos a favor, 111 en blanco y 11 nulos.
En las sesiones del 26 de noviembre y 28 de noviembre de 2024 se votó a José Pablo López Sánchez como presidente de la Corporación RTVE y del Consejo de Administración en el Congreso de los Diputados. En la votación del día 26, el candidato no obtuvo los votos de los dos tercios de los diputados (233 diputados), por lo que se repitió la votación el día 28, siendo necesario en esta ocasión obtener mayoría absoluta (176 diputados). Tras ser elegido como presidente de la Corporación RTVE y del Consejo de Administración, José Pablo López, y los otros catorce consejeros del consejo, tomaron posesión de sus cargos el 2 de diciembre de 2024 en el Congreso de los Diputados.

## Funciones reguladas por ley
El artículo 3 de la Ley 17/2006, de 5 de junio, de la radio y la televisión de titularidad estatal específica que en el ejercicio de su función de servicio público, RTVE deberá entre otras cosas:
1. Promover el conocimiento y difusión de los principios constitucionales y los valores cívicos.
2. Garantizar la información objetiva, veraz y plural.
3. Facilitar el debate democrático y la libre expresión de opiniones.
4. Promover la cohesión territorial, la pluralidad y la diversidad lingüística y cultural de España.
5. Ofrecer acceso a los distintos géneros de programación y a los acontecimientos institucionales, sociales, culturales y deportivos, dirigidos a todos los sectores de la audiencia, prestando atención a aquellos temas de especial interés público.
6. Tener por objetivo atender a la más amplia audiencia, asegurando la máxima continuidad y cobertura geográfica y social, con el compromiso de ofrecer calidad, diversidad, innovación y exigencia ética.

## Naturaleza jurídica
Actualmente la Corporación RTVE tiene naturaleza jurídica de sociedad anónima y su capital social es de titularidad íntegramente estatal aunque es institucionalmente independiente respecto del Gobierno y la Administración General del Estado. Si bien está bajo supervisión del Gobierno, la cual es ejercida por el Ministerio de Hacienda y Función Pública a través de la SEPI (Sociedad Estatal de Participaciones Industriales) que es tenedora del 100% de las acciones de RTVE.

## Actividades
RTVE tiene diversos canales dedicados a diferentes temas y géneros, que están agrupados según el medio de difusión y las empresas que aglutina. Actualmente cuenta con seis canales de televisión y cinco canales de radio.

### Televisión
En televisión, Televisión Española agrupa para la emisión dentro de territorio español dos canales generalistas y otros tres temáticos. Todas las cadenas se pueden ver por TDT y plataformas de televisión de pago. Los canales son:
| Logo | Canal | Inicio de transmisiones            | Formato de imagen |
| ---- | --- | ---------------------------------- | ----------------- |
|      | La 1 Canal generalista | 28 de octubre de 1956 (68 años)    | HD y UHD          |
|      | La 2 Canal cultural | 15 de noviembre de 1966 (58 años)  | HD                |
|      | Teledeporte Canal deportivo | 12 de febrero de 1994 (31 años)    | HD                |
|      | 24 horas Canal informativo | 15 de septiembre de 1997 (27 años) | HD                |
|      | Clan Canal infantil | 12 de diciembre de 2005 (19 años)  | HD                |
|      | TVE UHD Canal generalista en ultra alta definición (UHD) | 2015 (10 años)                     | UHD               |
|      | Autonómica TVE Canal generalista con más o menos desconexiones estos podrán ser en idioma autonómico (Andalucía, Aragón, Islas Baleares, Canarias, Cantabria, Castilla-La Mancha, Castilla y León, Cataluña, Comunidad de Madrid, Comunidad Foral de Navarra, Comunidad Valenciana, Extremadura, Galicia, País Vasco, Principado de Asturias, Región de Murcia, La Rioja y Norte África (Ceuta, Melilla, Islas Alhucemas, Islas Chafarinas, Isla de Perejil, Peñón de Vélez de la Gomera y territorios que es su día pertenecieron a España: Sahara español, Protectorado español de Marruecos)) |                                    | HD                |

#### Extintos
| Logo | Canal | Inicio de transmisiones            | Cese de transmisiones              | Formato de imagen |
| ---- | --- | ---------------------------------- | ---------------------------------- | ----------------- |
|      | Canal AluCine Canal de cine | 15 de septiembre de 1997 (27 años) | 1 de septiembre de 2000 (24 años)  | SD                |
|      | Cine Paraíso Canal de cine | 15 de septiembre de 1997 (27 años) | 1 de septiembre de 2000 (24 años)  | SD                |
|      | Canal Toros Canal de tauromaquia | 25 de abril de 1998 (27 años)      | 2002 (23 años)                     | SD                |
|      | Canal Nostalgia Canal de archivos | 15 de septiembre de 1997 (27 años) | 30 de noviembre de 2005 (19 años)  | SD                |
|      | TVE 50 Años Canal de archivos | 30 de noviembre de 2005 (19 años)  | 1 de enero de 2007 (18 años)       | SD                |
|      | Docu Canal de documentales | 10 de octubre de 1994 (30 años)    | 23 de abril de 2009 (16 años)      | SD                |
|      | Cultural·es Canal de cultura | 23 de abril de 2009 (16 años)      | 1 de enero de 2011 (14 años)       | SD                |
|      | Clásico Canal de música clásica | 8 de enero de 1994 (31 años)       | 10 de septiembre de 2010 (14 años) | SD                |
|      | TVE HD Canal generalista | 17 de junio de 2009 (16 años)      | 30 de diciembre de 2013 (11 años)  | HD                |
|      | TVE Canal América Emisión internacional para América. Sustituido por TVE Internacional.                                                                                    | 1 de noviembre de 1988 (36 años)   | 1 de diciembre de 1989 (35 años)   | SD                |
|      | TVE 1 Europa Emisión de TVE 1 para Europa, sin programación regional. Sustituido por TVE Internacional.                                                                    | 1 de enero de 1988 (37 años)       | 1 de diciembre de 1989 (35 años)   | SD                |
|      | Canal Olímpic Canal exclusivo para Cataluña dedicado a la cobertura de los Juegos Olímpicos de Barcelona 1992 operado por TV3 y TVE Cataluña. Emitía a través del Canal 33 | 24 de julio de 1992 (33 años)      | 9 de agosto de 1992 (33 años)      | SD                |

#### Televisión en el exterior
Los canales para el exterior de TVE están disponibles a través de diversos satélites y plataformas de pago alrededor del mundo.
| Logo | Canal                               | Inicio de transmisiones            | Cobertura y formato de imagen                                                               |
| ---- | ----------------------------------- | ---------------------------------- | ------------------------------------------------------------------------------------------- |
|      | TVE Internacional Canal generalista | 1 de diciembre de 1990 (34 años)   | Europa (HD/DVB-S2) América (HD/SD/codificado) África (HD/DVB-S2) Asia y Oceanía (HD/DVB-S2) |
|      | 24 horas Canal de noticias          | 15 de septiembre de 1997 (27 años) | Europa (HD/DVB-S2) América (HD/SD/codificado) África (HD/DVB-S2)                            |
|      | Star HD Canal de entretenimiento    | 18 de enero de 2016 (9 años)       | Europa (HD/DVB-S2) América (HD/codificado) África (HD/DVB-S2)                               |
|      | Clan Internacional Canal infantil   | 4 de julio de 2017 (8 años)        | América (HD/codificado)                                                                     |

1. 1 2 3 4  En América las emisiones son para plataformas de televisión por suscripción.

### Radio
En radio, Radio Nacional de España cuenta con siete emisoras, de las cuales cuatro abarcan el territorio nacional, una es exclusiva para Cataluña y otra se emite por onda corta fuera de España. Se emiten también por TDT.
| Logo | Emisora | Inicio de transmisiones           | Formato                     |
| ---- | --- | --------------------------------- | --------------------------- |
|      | Radio Nacional/Radio 1 Emisora generalista | 19 de enero de 1937 (88 años)     | TDT, Internet, AM, FM y DAB |
|      | Radio Clásica Emisora de música clásica | 22 de noviembre de 1965 (59 años) | TDT, Internet, FM y DAB     |
|      | Radio 3 Emisora de entretenimiento y cultura | 1 de julio de 1979 (46 años)      | TDT, Internet, FM y DAB     |
|      | Ràdio 4 Emisora generalista catalana | 13 de diciembre de 1976 (48 años) | TDT, Internet y FM          |
|      | Radio 5 Emisora de noticias | 1 de enero de 1989 (36 años)      | TDT, Internet, AM, FM y DAB |
|      | Radio Exterior de España Emisora generalista | 15 de marzo de 1942 (83 años)     | TDT, Internet y HF          |
|      | RNE Autonómica Emisora generalista con más o menos desconexiones estos podrán ser en idioma autonómico (Andalucía, Aragón, Islas Baleares, Canarias, Cantabria, Castilla-La Mancha, Castilla y León, Cataluña, Comunidad de Madrid, Comunidad Foral de Navarra, Comunidad Valenciana, Extremadura, Galicia, País Vasco, Principado de Asturias, Región de Murcia, La Rioja y Norte África (Ceuta, Melilla, Islas Alhucemas, Islas Chafarinas, Isla de Perejil, Peñón de Vélez de la Gomera y territorios que es su día pertenecieron a España: Sahara español, Protectorado español de Marruecos)) |                                   | TDT, Internet, AM, FM y DAB |

#### Cadenas extintas
| Nombre | Inicio de transmisiones                         | Cese de transmisiones              | Notas |
| --- | ----------------------------------------------- | ---------------------------------- | --- |
| Radiocadena Española Comercial de carácter local integrada en la red de RTVE. | 4 de diciembre de 1978 (BOE) 1974 (RCE REM-CAR) | 1 de enero de 1989                 | Nació como entidad en 1974 con la fusión de las emisoras de la REM "La Voz" y la CAR "Radio Juventud", operando bajo el nombre comercial de Radio Juventud-La Voz. En 1978 la Radiocadena Española REM-CAR y la CES se fusionaron y a partir de 1981 todas las emisoras adoptaron el nombre de Radiocadena Española. Emitía programación local en onda media. Las frecuencias de su red de emisoras fueron sustituidas por RNE 4 y Radio 5 en FM y por Radio 5 en onda media. En la Comunidad Valenciana, donde operaba bajo el nombre de Ràdio Cadena Valenciana, se convirtió en emisora autonómica. |
| Radio Peninsular Emisora comercial de carácter local en onda media, integrada en la red de RTVE. | 2 de febrero de 1960                            | 1981                               | En Barcelona comenzó su emisión en enero de 1966, sustituyendo al Programa Comercial de RNE. Fue sustituida por Ràdio 5 en Cataluña. |
| Ràdio 5 Emisora bilingüe en catalán y castellano. | 1981                                            | 30 de junio de 1984                | Sustituyó a Radio Peninsular en Cataluña. |
| Radio 4 Generalista autonómica (en lengua cooficial en las comunidades bilingües). | 1 de enero de 1989                              | 12 de octubre de 1992 (en Sevilla) | Sustituyó a las frecuencias de FM de Radiocadena Española, mayoritariamente de Radiocadena Pop. En 1991 (1992 en Sevilla), su programación pasó a Radio 1, que pasó a emitir en FM. En las Islas Baleares y la Comunidad Valenciana, donde empezó a emitir el mismo día que la autonómica Canal 9 Ràdio, se emitían programas en catalán en común con Ràdio 4, cuyo primer programa conjunto fue el musical Àrea Mediterrània, presentado por el poeta Joan Manresa i Martorell y producido desde Ràdio 4 Balears para Cataluña, Comunidad Valenciana y Baleares.                                      |
| Programa Comercial de RNE Emisora comercial para Barcelona. | febrero de 1955                                 | enero de 1966                      | Sustituyó al Programa Local de Barcelona de RNE y fue sustituido por Radio Peninsular en enero de 1966. |
| Programa Local de Barcelona de RNE Emisora local de RNE para Barcelona con programación diferenciada de la del programa nacional. | 24 de septiembre de 1954                        | febrero de 1955                    | Sustituido por el Programa Comercial de RNE. |
| Programa Educativo de RNE Emisora educativa en la FM de Barcelona. | 1967                                            | 1973                               | Su programación pasó al Tercer Programa de RNE en 1973. |
| Segundo Programa de RNE Emisora local para Barcelona. | 20 de agosto de 1960                            | 24 de abril de 1964                | Creada como Radio Europa Número 2 en 1960, cambia de nombre el mismo año por presiones de Europe Número 1, que la percibía como competencia, y es sustituida por la Segunda Emisora de la Agrupación Radiodifusora Española (ARE). A finales del mismo año, vuelve a cambiar su nombre por el de Segundo Programa de RNE, cuando todavía no existía el Segundo Programa oficial y solo se emitía música clásica en el programa de RNE FM. Tras su desaparición, su transmisor pasa a ser utilizado por el Programa Comercial de RNE y su sucesora Radio Peninsular.                                    |
| Supercadena 72 Emisora de RNE que agrupaba, en su mayoría, las emisoras de la CAR-Radio Juventud. | 1971                                            | 1974                               | El nombre Supercadena 72 decayó con la fusión de Radio Juventud y La Voz en RCE REM-CAR. |
| Radiocadena Pop Radiofórmula de música pop con programación local (emitida conjuntamente en la RCE genérica, en OM y Radiocadena Pop y/o Radiocadena Compás, en FM) en algunas frecuencias de FM de la red de Radiocadena Española.                    | 20 de junio de 1983                             | 1 de enero de 1989                 | Se creó con la reestructuración de Radiocadena Española en 1983 y, con la reestructuración de RNE, fue mayoritariamente sustituida por Radio 4 en FM en 1989. No emitía en Andalucía, en donde emitía Radiocadena Flamenca. |
| Radiocadena Compás Radiofórmula de música oldie con programación local (emitida conjuntamente en la RCE genérica, en OM y Radiocadena Pop o Radiocadena Compás, en FM) en algunas frecuencias de FM de la red de Radiocadena Española.                 | 20 de junio de 1983                             | 1 de enero de 1989                 | Se creó con la reestructuración de Radiocadena Española en 1983 y, con la reestructuración de RNE, fue mayoritariamente sustituida por Radio 5 en la FM en 1989. |
| Radiocadena Flamenca Radiofórmula de flamenco con programación local (emitida conjuntamente en la RCE genérica, en OM y Radiocadena Flamenca o Radiocadena Compás, en FM) en algunas frecuencias de FM de la red de Radiocadena Española en Andalucía. | 20 de junio de 1983                             | 1 de enero de 1989                 | Se creó con la reestructuración de Radiocadena Española en 1983 y, con la reestructuración de RNE, fue sustituida por Radio 5 en la FM en 1989. En un principio, emitía solo flamenco, pero con el paso del tiempo, su programación se dividió en franjas horarias: flamenco por las mañanas, la franja Radiocadena Deportes, por las tardes, con programación deportiva y algo de música y la franja Radiocadena Rock, con música rock a finales de las tardes y por las noches. |
| Radio Catro (Radio 4) Emisora autonómica para Galicia. | 3 de junio de 1985                              | 25 de julio de 1991                | Su programación pasó a Radio 1. |
| Radio 4 Canal Pop Radiofórmula de música pop. | 1 de enero de 1989                              | 22 de diciembre de 1990            | Canal secundario de Radio 4, que emitía en sustitución de Radiocadena Pop para Madrid. Pasó a emitir Radio 4 y, después, Radio 1. |
| Radio 4 Compás Radiofórmula de música oldie. | 1 de enero de 1989                              | 22 de diciembre de 1990            | Canal secundario de Radio 4, que emitía en sustitución de Radiocadena Compás para Madrid. Pasó a emitir Radio 5. |
| Radio Mundial 82 Programación constituida por música, boletines informativos en varios idiomas. | 11 de junio de 1982                             | 11 de julio de 1982                | Emisora de radio que se emitió por la frecuencia de Radio 3 con ocasión de la celebración de la Copa Mundial de Fútbol de 1982. Tras la celebración del evento deportivo, la radio volvió a ser Radio 3. |
| Ràdio Olímpica Programación constituida por boletines informativos sobre los Juegos Olímpicos de Barcelona 1992 en doce idiomas diferentes. | 15 de julio de 1992                             | 10 de agosto de 1992               | Emisora disponible en Cataluña que emitió por las frecuencias de Ràdio 4. Después del fin de los Juegos Olímpicos, Ràdio 4 siguió emitiendo en Cataluña. |
| Radio Expo Programación constituida por música, boletines informativos en varios idiomas y especiales emitidos en Radio Exterior de España. | 22 de mayo de 1990                              | 12 de octubre de 1992              | Emisora de radio disponible en Sevilla con ocasión de la Exposición Universal de Sevilla de 1992. En 1991 la emisora de Radio 4 en Sevilla pasó a emitir la señal de Radio Expo hasta el cese de la emisora, cuando el 88.3 FM quedó libre. |

### Cine
Según la Ley 7/2010, de 31 de marzo, General de la Comunicación Audiovisual -cuyo artículo referente a la financiación de obras audiovisuales sigue vigente en la Ley 13/2022, de 7 de julio, General de Comunicación Audiovisual-, «los prestadores del servicio de comunicación audiovisual televisiva de cobertura estatal o autonómica deberán contribuir anualmente a la financiación anticipada de la producción europea de películas cinematográficas, películas y series para televisión, así como documentales y películas y series de animación, con el 5 por 100 de los ingresos devengados en el ejercicio anterior conforme a su cuenta de explotación». «Para los prestadores de servicios de comunicación audiovisual de titularidad pública de cobertura estatal o autonómica esta obligación será del 6 por 100».

### Internet
Gestionada por RTVE Digital, en rtve.es se unen los dos grupos de televisión y radio. Dentro del sitio se puede escuchar los canales de Radio Nacional de España en directo, ver los programas emitidos la última semana en Televisión Española a través de RTVE Play, leer los blogs de los profesionales de la corporación, consultar las noticias y ver diversos acontecimientos en directo. Además, cuenta con la plataforma de contenidos digitales, como es el caso de las webseries, de los medios Interactivos RTVE.

## Dirección

### Consejo de Administración
| 2/12/2024-presente              | 2/12/2024-presente | 2/12/2024-presente | 2/12/2024-presente        | 2/12/2024-presente |
| Nombre y apellidos              | Cargo              | Propuesto por      | Cámara de elección        | Mandato            |
| ------------------------------- | ------------------ | ------------------ | ------------------------- | ------------------ |
| José Pablo López Sánchez        | Presidente         | PSOE               | Congreso de los Diputados | 2/12/2024-presente |
| Mercedes de Pablos Candón       | Vocal              | PSOE               | Congreso de los Diputados | 2/12/2024-presente |
| Esther de la Mata Ahedo         | Vocal              | PSOE               | Congreso de los Diputados | 2/12/2024-presente |
| Rosa León Conde                 | Vocal              | PSOE               | Congreso de los Diputados | 2/12/2024-presente |
| Angélica Rubio Cerezales        | Vocal              | PSOE               | Congreso de los Diputados | 2/12/2024-presente |
| Eladio Jareño Ruiz              | Vocal              | PP                 | Senado                    | 2/12/2024-presente |
| Rubén Fausto Moreno Palanques   | Vocal              | PP                 | Senado                    | 2/12/2024-presente |
| Marina Vila Menor               | Vocal              | PP                 | Senado                    | 2/12/2024-presente |
| Ignacio Ruiz-Jarabo y Colomer   | Vocal              | PP                 | Senado                    | 2/12/2024-presente |
| María Teresa Martín del Caz     | Vocal              | Sumar              | Congreso de los Diputados | 2/12/2024-presente |
| Marta Ribas Frías               | Vocal              | Sumar              | Congreso de los Diputados | 2/12/2024-presente |
| Sergi Sol Bros                  | Vocal              | ERC                | Congreso de los Diputados | 2/12/2024-presente |
| Miquel Calçada Olivella         | Vocal              | Junts              | Congreso de los Diputados | 2/12/2024-presente |
| María Roncesvalles Solana Arana | Vocal              | PNV                | Congreso de los Diputados | 2/12/2024-presente |
| Mariano Muniesa de Caveda       | Vocal              | Podemos            | Congreso de los Diputados | 2/12/2024-presente |

Funciones y competencias del Consejo de Administración de RTVE

1. El Consejo de Administración de la Corporación RTVE se constituirá en Junta general universal de las sociedades prestadoras del servicio público cuando fuera necesaria la intervención de dicho órgano en cada una de ellas y podrá ejercer todas las competencias que la Ley de Sociedades Anónimas atribuye a dicho órgano social. La administración de las sociedades prestadoras corresponderá a un administrador único designado por la Junta general de cada sociedad.
2. El Consejo de Administración de la Corporación RTVE será el responsable del cumplimiento de los objetivos generales fijados a la Corporación, del cumplimiento de los principios de programación que se establezcan para la misma y de la buena administración y gobierno de la Corporación.
3. Los estatutos sociales de la Corporación RTVE desarrollarán el funcionamiento interno del Consejo de Administración y las facultades que la presente Ley atribuye a su Presidente.
4. El Consejo de Administración no podrá delegar con carácter permanente ninguna de sus facultades.
5. El Consejo de Administración de la Corporación RTVE tendrá entre sus competencias las siguientes:

- La representación y administración de la Corporación RTVE y la dirección estratégica de su Grupo empresarial.
- Supervisar la labor de la dirección de la Corporación RTVE y de sus sociedades filiales.
- Desarrollar los principios generales en materia de producción, programación y comercialización en la radio y televisión estatales.
- Aprobar las directrices básicas en materia de personal.
- Promover, en su caso, ante la Junta de accionistas el ejercicio de la acción social de responsabilidad contra los administradores, así como sobre su transacción y renuncia. A estos efectos convocará a la Junta general de accionistas para que autorice con carácter previo su ejercicio. En todo caso este acuerdo no implicará por sí solo la destitución del administrador.
- Aprobar el reglamento interno y demás normas de funcionamiento del propio Consejo de Administración por mayoría de dos tercios y aprobar los procedimientos internos de funcionamiento de la Corporación RTVE y autorizar los de sus filiales.
- Aprobar aquellos contratos, convenios, acuerdos o negocios jurídicos que, estando sometidos a la aplicación de la Ley de Contratos del Sector Público, el propio Consejo de Administración determine que han de ser de su competencia por razón de su cuantía. Esta cuantía no podrá ser inferior, en ningún caso, a dos millones de euros anuales. El resto de los contratos, convenios, acuerdos o negocios jurídicos de la Corporación RTVE serán aprobados por la persona que desempeñe la presidencia.
- Aprobar el informe anual sobre la gestión de la Corporación RTVE y sus filiales y sobre el cumplimiento de las misiones de servicio público encomendadas, suscribir el contrato programa con el Gobierno y las demás obligaciones de carácter económico-financiero asumidas por la Corporación RTVE en razón de su carácter público.
- Formular las cuentas anuales del ejercicio y proponer la aplicación de resultados.
- Aprobar el proyecto de los presupuestos anuales de explotación y capital de la Corporación RTVE y los de las sociedades participadas, directa o indirectamente, de forma mayoritaria, así como formular el programa de actuación plurianual de la Corporación RTVE y de las sociedades antes citadas en los términos establecidos en la Ley General Presupuestaria.
- Desarrollar, a propuesta de la persona que ostente la Presidencia, el procedimiento interno aplicable por la Corporación RTVE para el ejercicio del derecho de acceso reconocido en el artículo 20.3 de la Constitución.
- Aprobar a propuesta de la persona que ostente la presidencia, cualesquiera informes que la Corporación RTVE deba elevar a las Cortes Generales, a la autoridad audiovisual y, en su caso, al Gobierno.
- Aprobar la creación, composición y funciones de los órganos destinados a garantizar el control interno y la independencia profesional de los servicios informativos, así como la participación de la sociedad civil para aquellos aspectos relacionados con la prestación del servicio público radiotelevisivo.
- Proponer el cese de un consejero al Congreso de los Diputados en los casos previstos en el artículo 13.1.c) de esta Ley.

Funciones y competencias del Presidente de la Corporación RTVE y del Consejo de Administración

1. El Consejo de Administración de la Corporación nombrará como Presidente al consejero designado para tal cargo por el Congreso de los Diputados de conformidad con lo dispuesto en el artículo 11.4.
2. Sin perjuicio de las especialidades que se establezcan, al Presidente le será aplicable el estatuto personal previsto en esta Ley para los consejeros. El cese del Presidente se regirá por lo dispuesto en el artículo 13.
3. El Presidente del Consejo de Administración asumirá la representación institucional del Consejo y de la Corporación RTVE, además de las atribuciones que le confieran la presente ley y los estatutos sociales.
4. El Presidente convocará las reuniones del Consejo de Administración de conformidad con lo previsto en los estatutos sociales y tendrá voto dirimente en caso de empate.
5. El Presidente ostentará con carácter permanente las funciones de administración y representación que le confieren la presente ley y los estatutos sociales de la Corporación RTVE y actuará en ellas bajo la vigilancia del Consejo de Administración.
6. El Presidente desempeñará la dirección ejecutiva ordinaria de la Corporación RTVE, que ejercerá con arreglo a los criterios, objetivos generales o instrucciones que establezca el Consejo de Administración. Asimismo ostentará la representación legal de la Corporación RTVE para la realización de cuantos actos sean necesarios en el desempeño de esa dirección ejecutiva ordinaria, pudiendo celebrar con terceros en el marco de sus atribuciones cuantos actos, contratos y negocios jurídicos sean necesarios para la realización del objeto social y la conclusión de los objetivos generales de la Corporación.
7. Sin perjuicio de lo anterior, la persona que ostente la presidencia de la Corporación RTVE tendrá entre sus competencias las siguientes:

- Ejecutar y hacer cumplir los acuerdos del Consejo de Administración.
- Nombrar y cesar al equipo directivo de la Corporación RTVE.
- Aprobar la organización básica de la Corporación RTVE y sus modificaciones.
- Aprobar todos los contratos, convenios, acuerdos y negocios jurídicos no incluidos en el artículo 16.4 g) de esta ley.
- Preparar la formulación de las cuentas anuales de cada ejercicio económico de conformidad con la legislación mercantil.
- Elaborar el anteproyecto de presupuesto de explotación y capital de la Corporación RTVE.
- Elaborar el informe anual sobre la gestión de la Corporación RTVE y sus filiales y sobre el cumplimiento de las misiones de servicio público encomendadas, el contrato programa con el Estado y las demás obligaciones de carácter económico-financiero previstas en el artículo 129.3 de la Ley General Presupuestaria asumidas por la Corporación RTVE en razón de su carácter público.
- Ejecutar las directrices generales de actuación de la Corporación RTVE aprobadas por el Consejo de Administración, así como ejecutar los principios que dicho órgano apruebe sobre producción, actividad comercial y programación en la radio y televisión estatales.
- Aprobar y celebrar los actos, contratos y negocios jurídicos en las materias y cuantías que acuerde el Consejo de Administración conforme a lo previsto en el artículo 16.4 g).
- Dirigir y coordinar las actividades de los órganos directivos de la Corporación RTVE de conformidad con las directrices del Consejo.
- Conferir y revocar poderes.
- Proponer al Consejo de Administración el nombramiento y cese, en Junta general, de administradores de las sociedades filiales.
- La jefatura superior del personal y de los servicios de la Corporación RTVE bajo las directrices básicas que en esta materia establezca el Consejo de Administración.
- Será el responsable de los ficheros automatizados de la Corporación RTVE y velará por el cumplimiento de la legislación de protección de los datos personales.

### Organigrama
Fuente: Organigrama de la Corporación RTVE a 2 de agosto de 2025. 
| Responsable                                            | Área                                                                               |
| comité de dirección                                    | comité de dirección                                                                |
| ------------------------------------------------------ | ---------------------------------------------------------------------------------- |
| José Pablo López Sánchez                               | Presidencia                                                                        |
| Alfonso María Morales Fernández                        | Secretaría General y del Consejo de Administración                                 |
| Sergio Calderón Durán                                  | Dirección de TVE                                                                   |
| Roberto Santamaría Gómez                               | Dirección de RNE                                                                   |
| María Isabel Sánchez-Maroto Inarejos                   | Dirección de Contenidos Informativos                                               |
| Eduardo Fernández Palomares                            | Dirección de Servicios Corporativos                                                |
| Roberto Lakidaín Zabalza                               | Dirección de Desarrollo Corporativo y Servicio Público                             |
| Adriana Vázquez Ures                                   | Dirección de Producción y Medios                                                   |
| Cristina Bravo Santos                                  | Dirección de RTVE Territorial                                                      |
| María Eizaguirre Comendador                            | Dirección de Comunicación y Participación                                          |
| Juan Pablo García Blanco                               | Dirección de Organización y Transformación                                         |
| Josep Vilar Grèbol                                     | Dirección de Expansión Audiovisual                                                 |
| secretaría general y del consejo de administración     |                                                                                    |
| Virginia Bazán Gil                                     | Dirección del Fondo Documental de RTVE                                             |
| Esteban Mayoral Campos                                 | Subdirección del Centro de Innovación y Observación del Conocimiento               |
| Rosa María Molló Llorens                               | Dirección de Defensoría de la Audiencia                                            |
| Ernesto Real Millán                                    | Dirección de Asesoría Jurídica                                                     |
| Manuel Adrián Ventero Velasco                          | Dirección de Orquesta y Coro                                                       |
| Martín Sánchez Fernández                               | Dirección de Auditoría Interna y Cumplimiento                                      |
| Alfonso Perellón Pujol                                 | Dirección de Seguridad Corporativa                                                 |
| Álvaro Hernández García                                | Subdirección del Fondo Documental de TVE                                           |
| Ismael Rafael Alonso González                          | Subdirección del Fondo Documental de RNE                                           |
| María Sol Ruiz Barquero                                | Subdirección del Fondo Documental de los Servicios Informativos de TVE             |
| Beatriz Larrotcha Martínez-Carrasco                    | Dirección del Área de Contratación Mercantil y Gestión de Derechos                 |
| Cristina Hernández García                              | Dirección del Área de Protección de Datos y Privacidad                             |
| Marta Pérez Pertejo                                    | Dirección del Área de Estrategia y Litigación Laboral                              |
| Patricia Isabel Aragón Sánchez                         | Dirección del Área de Contratación Pública y Procesal                              |
| David Ramírez Fernández                                | Subdirección de CISO                                                               |
| dirección de tve                                       |                                                                                    |
| Cristina Peláez Garrido                                | Dirección de Imagen                                                                |
| María Gemma Sánchez Pareja                             | Dirección de Antena de RTVE                                                        |
| Ignacio Gómez Hernández                                | Dirección de Audiencias                                                            |
| Ana María Bordas Julve                                 | Dirección de Producción de Contenidos                                              |
| Alberto Fernández Torres                               | Dirección de Plataformas y Servicios Digitales                                     |
| José Pastor Fernández                                  | Dirección de Cine y Ficción                                                        |
| Milagros Mayi García                                   | Dirección del Área de Adquisiciones                                                |
| Beatriz Moreno García                                  | Subdirección de Diseño y Grafismo                                                  |
| María Paz Canfranc Doblas                              | Subdirección de Planificación y Producción de Campañas y Autopromociones de Imagen |
| Juan Carlos García Campos                              | Subdirección de Arte                                                               |
| Helga Pérez Álvarez                                    | Subdirección de Programación                                                       |
| Ana Pilar Arlegui Jiménez                              | Subdirección de Programación y Control de Parrillas                                |
| Luis Cercadillo Peinado                                | Subdirección de Estrategia y Planificación de Campañas                             |
| Francisco Armero Real                                  | Dirección Técnica de Emisión                                                       |
| Ángel Esteban Hervás Ayuso                             | Subdirección de Emisión                                                            |
| Pablo Planas González                                  | Subdirección de Investigación de Medios y Audiencias                               |
| Roberto Sánchez López                                  | Subdirección de Investigación y Marketing de Contenidos                            |
| Urbana Gil Martín                                      | Dirección del Área de Sociedad y Cultura                                           |
| Esther González Garín                                  | Dirección del Área de Magazines                                                    |
| Míriam García Corrales                                 | Dirección del Área de Entretenimiento                                              |
| Santiago Fandiño Lousa                                 | Dirección de Contenidos Infantiles                                                 |
| Gema Sánchez Moreno                                    | Dirección del Área de Programación de RTVE Play                                    |
| Francisco Javier García Díaz                           | Subdirección de Ficción                                                            |
| José Gervasio Iglesias Macías                          | Subdirección de Cine                                                               |
| César Augusto Vallejo de Castro                        | Subdirección de Estrenos de Play                                                   |
| dirección de rne                                       |                                                                                    |
| María Elena Gómez Sánchez                              | Dirección de Radio 1                                                               |
| Eva María Sandoval Díez                                | Dirección de Radio Clásica                                                         |
| Tomás Fernando Flores Corchero                         | Dirección de Radio 3                                                               |
| Pere Buhigas Cardó                                     | Dirección de Radio 4                                                               |
| Óscar Torres González                                  | Dirección de Informativos de RNE y Radio 5                                         |
| Luis Manuel Fernández Iglesias                         | Dirección de Radio Exterior de España                                              |
| David Figueira Rivas                                   | Subdirección de Deportes de RNE Cataluña                                           |
| Nicolás Caballero Ciordia                              | Subdirección de Nacional de los Informativos de RNE                                |
| Juan Tato Suárez                                       | Subdirección de Internacional de los Informativos de RNE                           |
| Irene Castellar Baena                                  | Subdirección de Sociedad de los Informativos de RNE                                |
| María Mercedes Ruiz Carpio                             | Subdirección de Economía de los Informativos de RNE                                |
| Beatriz Torio Barbado                                  | Subdirección de Cultura de los Informativos de RNE                                 |
| Silvia Barba Santamaría                                | Subdirección de Deportes de los Informativos de RNE                                |
| Francisco González Arjona                              | Subdirección de Local de los Informativos de RNE                                   |
| dirección de contenidos informativos                   |                                                                                    |
| Rosana Romero Herrero                                  | Dirección del Área de Deportes de RTVE                                             |
| María del Pilar Bernal Hernández                       | Dirección de Contenidos Digitales Informativos                                     |
| Jon Ariztimuño Olagüe                                  | Dirección de Informativos de TVE                                                   |
| Carles González Gálvez                                 | Dirección Adjunta del Área de Deportes                                             |
| Alejandro Rodríguez Sainz                              | Subdirección de Información Deportiva de TVE                                       |
| Felipe del Campo Pardo                                 | Dirección de Teledeporte                                                           |
| Alejandro González Argelés                             | Dirección Adjunta de Teledeporte                                                   |
| Josefa Paredes Piazuelo                                | Dirección de Digitales Deportivos                                                  |
| David Picazo Molina                                    | Dirección del Área de Informativos y de Programas Diarios                          |
| José Carlos Gallardo Corullón                          | Dirección del Área de Informativos No Diarios                                      |
| Cristina Ónega Salcedo                                 | Dirección del Área de Informativos y Canal 24 horas                                |
| Beatriz Barrabés Romeo                                 | Dirección del Área de Informativos y Transversalidad                               |
| María Yolanda Ferrer Bermejo                           | Dirección del Área de Nacional de los Informativos de TVE                          |
| Luis Fernando Pérez López                              | Subdirección de Internacional de los Informativos de TVE                           |
| Beatriz Martín Téllez                                  | Subdirección de Sociedad de los Informativos de TVE                                |
| María Amparo García Pérez                              | Subdirección de Economía de los Informativos de TVE                                |
| Ana Isabel Romero Fernández de la Pradilla             | Subdirección de Cultura de los Informativos de TVE                                 |
| Ángel Negro Rodríguez                                  | Subdirección de Madrid de los Informativos de TVE                                  |
| Carolina Jaque Jaureguizar                             | Subdirección del Canal 24 horas                                                    |
| dirección de servicios corporativos                    |                                                                                    |
| Sara Martín Olmo                                       | Dirección de RTVE Instituto                                                        |
| Javier González Núñez                                  | Dirección Comercial                                                                |
| Manuel Jesús Gómez Zotano                              | Dirección del Área de Sistemas e Innovación                                        |
| David Pérez Herranz                                    | Dirección Económico Financiera                                                     |
| Ana Isabel Cerrada Escurín                             | Dirección de Recursos Humanos y Relaciones Laborales                               |
| Pedro Antonio Recas Rodríguez                          | Dirección de Infraestructuras, Servicios y Eficiencia Energética                   |
| Teresa Sánchez Díaz                                    | Subdirección de Planificación y Gestión de Formación de RTVE Instituto             |
| María Carmen Miguel García                             | Subdirección de Ventas Nacionales                                                  |
| Rafael Bardem Aguado                                   | Subdirección de Venta de Programas y Licencias                                     |
| José Díaz Fernández-Argüelles                          | Subdirección de Derechos y Gestión de Contratos                                    |
| David Guillermo Priego San Juan                        | Subdirección de Venta de Canales y RTVE Play+                                      |
| Beatriz Alonso Fernández                               | Subdirección de Innovación y Productos Digitales                                   |
| José Antonio Toscano Sánchez                           | Subdirección de Soporte al Puesto y al Ciudadano                                   |
| Francisco Cano Aparicio                                | Subdirección de Diseño y Usabilidad                                                |
| Vicente de Moya Cano                                   | Subdirección de Desarrollo                                                         |
| Samuel Barrado Aguirre                                 | Subdirección de Sistemas y Explotación                                             |
| María Dolores Fernández Ortiz                          | Subdirección de Servicios, Obras y Suministros                                     |
| María Paz Flórez Rodríguez                             | Subdirección de Compras Audiovisuales                                              |
| José Aceituno Galaso                                   | Dirección del Área de Administración                                               |
| Enrique Alarcón Guzmán                                 | Dirección del Área de Control de Gestión                                           |
| Míriam Garcimartín Marcos                              | Subdirección de Planificación e Informes                                           |
| Juan José González Chicote                             | Subdirección de Control de la Programación                                         |
| Alfonso López Asensio                                  | Dirección del Área de Prevención de Riesgos Laborales y Salud                      |
| María del Mar García Cuenca                            | Subdirección de Procesos Selectivos                                                |
| María Victoria Tabero Godino                           | Subdirección de Presupuesto e Informes                                             |
| María González Pérez                                   | Subdirección de Relaciones Laborales                                               |
| Visitación de la Cruz Landrove                         | Dirección del Área de Gestión de Personal                                          |
| María Carmen Cogollos Rodríguez                        | Subdirección de Nómina y Seguridad Social                                          |
| Laura Ortega Revilla                                   | Subdirección de Servicios Generales                                                |
| Marta Botica Alonso                                    | Subdirección de Servicios Técnicos e Instalaciones                                 |
| Enrique Cónsul Pascual                                 | Subdirección de Inmuebles y Edificación                                            |
| dirección de desarrollo corporativo y servicio público |                                                                                    |
| María Lourdes Ripollés Barros                          | Dirección de Relaciones con el Parlamento                                          |
| Javier Sánchez Pérez                                   | Dirección del Área de Política Audiovisual y Servicio Público                      |
| Ignacio Elguero de Olavide                             | Dirección del Área de Iniciativas Culturales                                       |
| Beatriz Pacho Velázquez                                | Subdirección de Igualdad, Diversidad, Equidad, Inclusión y Sostenibilidad          |
| Teresa María Muñoz Guerra                              | Subdirección de Relaciones Internacionales, Institucionales y Cooperación          |
| dirección de producción y medios                       |                                                                                    |
| Óscar Sarmiento Martínez                               | Dirección de Producción de RTVE                                                    |
| Manuel Giménez Pérez                                   | Dirección de Medios y Operaciones de RNE                                           |
| Víctor Sánchez García                                  | Dirección de Medios y Operaciones de TVE                                           |
| Francisco de Borja Gálvez Domínguez                    | Dirección de Producción de Programas                                               |
| Belén Lozano Martín-Consuegra                          | Dirección del Área de Producción de Programas Informativos                         |
| Pedro Pablo González Sánchez                           | Subdirección de Explotación de RNE                                                 |
| Manuel Delgado Cañizares                               | Subdirección de la Red de RNE                                                      |
| José Luis García Hernán-Pérez                          | Subdirección de Medios Técnicos de RNE                                             |
| César Abánades Herraiz                                 | Dirección del Área de Explotación de RTVE                                          |
| Javier Villarroya Toledo                               | Dirección del Área de Medios de RTVE Cataluña                                      |
| Jesús García Romero                                    | Dirección del Área de Ingeniería                                                   |
| Manuel González Molinero                               | Dirección del Área de Medios Técnicos                                              |
| José Luis San Martín Castellanos                       | Subdirección de Grabación, Postproducción e Ingesta                                |
| Santiago Rivera García                                 | Subdirección de Imagen y Sonido de RTVE                                            |
| Juan Inocente Manzaneda Suárez                         | Subdirección de Soporte y Mantenimiento Técnico de RTVE Cataluña                   |
| Carlos López Almunia                                   | Subdirección de Explotación de Medios Técnicos de RTVE Cataluña                    |
| Francisco José Collado Salido                          | Subdirección de Ingeniería y Soporte de Estudios y Unidades Móviles                |
| Dario Sampedro Sampedro                                | Subdirección de Gestión y Soporte de Redacción Digital y Contribución              |
| Jesús Sancho Herrero                                   | Subdirección de Sistemas de Producción y Distribución                              |
| Francisco Hernández Bueno                              | Subdirección de Control Central y Continuidad                                      |
| Fidel Parrondo Álvarez                                 | Subdirección de Medios Técnicos Exteriores                                         |
| dirección de rtve territorial                          |                                                                                    |
| Francisca del Carmen González Santana                  | Dirección de RTVE Canarias                                                         |
| Esteve Crespo Haro                                     | Dirección de RTVE Cataluña                                                         |
| Paloma Jara Muñiz                                      | Dirección del Centro Territorial de Andalucía                                      |
| Miguel Roberto López Morales                           | Dirección del Centro Territorial de Aragón                                         |
| Luis Fernando Martínez Martínez                        | Dirección del Centro Territorial de Asturias                                       |
| Pau Fons Álvaro                                        | Dirección del Centro Territorial de Baleares                                       |
| Juan Carlos Fernández Jiménez                          | Dirección del Centro Territorial de Cantabria                                      |
| Iván Fernández del Río                                 | Dirección del Centro Territorial de Castilla y León                                |
| Beatriz Pintado Carrión                                | Dirección del Centro Territorial de Castilla-La Mancha                             |
| Francisco Javier Sánchez Pajares                       | Dirección del Centro Territorial de Extremadura                                    |
| Ramón Valles Aponte                                    | Dirección del Centro Territorial de Galicia                                        |
| Francisco Briones Aroca                                | Dirección del Centro Territorial de Murcia                                         |
| Javier Ignacio Izu Otermin                             | Dirección del Centro Territorial de Navarra                                        |
| Iratxe Llarena Pérez                                   | Dirección del Centro Territorial del País Vasco                                    |
| José Manuel Lumbreras Ginés                            | Dirección del Centro Territorial de La Rioja                                       |
| Aránzazu Torres Álvarez                                | Dirección del Centro Territorial de Valencia                                       |
| Sandra Aswani Alcázar                                  | Jefatura de la Unidad Informativa de Ceuta                                         |
| Pablo Lafuente Martínez                                | Jefatura de la Unidad Informativa de Melilla                                       |
| Juan José Moreno Espín                                 | Subdirección de Gestión de RTVE Canarias                                           |
| Ovidio Tarragón Albella                                | Subdirección de Producción de RTVE Canarias                                        |
| Miguel Ángel Guerra Hernández                          | Jefatura de Informativos de TVE Canarias                                           |
| César José Fernández-Trujillo Castro                   | Jefatura de Informativos de RNE Canarias                                           |
| Anna Cler Perarnau                                     | Subdirección de RTVE Cataluña                                                      |
| Rafael Guillermo Lara Mariscal                         | Dirección del Área de Informativos de RTVE Cataluña                                |
| Alicia Gómez Sánchez                                   | Dirección del Área de Producción de Programas de RTVE Cataluña                     |
| Montserrat Tejera Malagón                              | Subdirección de Estrategia y Comunicación de RTVE Cataluña                         |
| Josep Oriol Nolis Curull                               | Dirección de La 2 Cataluña                                                         |
| Marta Ribas Barquet                                    | Subdirección de Informativos e Interactivos de TVE Cataluña                        |
| Sonia Urbano Carrillo de Albornoz                      | Subdirección de Informativos e Interactivos de RNE Cataluña                        |
| María Carmen Nicolás Heredia                           | Subdirección de Contenidos y Programación de RTVE Cataluña                         |
| Lourdes Rodríguez Verjano                              | Subdirección de Producción de Programas de RTVE Cataluña                           |
| Laura Folguera Ortega                                  | Subdirección de Contenidos de La 2 Cataluña                                        |
| dirección de comunicación y participación              |                                                                                    |
| Emma Rafaela de Alós Balderrábano                      | Subdirección de Relaciones Públicas y Protocolo                                    |
| Esteban Calle Rubio                                    | Subdirección de Marketing                                                          |
| Beatriz Esparza Michelena                              | Subdirección de Relaciones con los Medios y Redes Sociales                         |
| María Victoria Altemir de Mergelina                    | Subdirección de Comunicación Corporativa                                           |
| dirección de organización y transformación             |                                                                                    |
| Manuel Farelo Nin                                      | Dirección del Área de Desarrollo de Gestión y Planificación                        |
| Jesús Benjamín Yécora Caballero                        | Dirección del Área de Normativa Interna y Regulación Europea                       |
| José María García Mediano                              | Dirección del Área de Optimización Estructural y Evaluación de Recursos            |
| Juan de Dios García Fau                                | Subdirección de Gestión de Contenidos                                              |
| Vacante                                                | Subdirección de Análisis de Procesos                                               |

- RTVE dispone de 99 centros de trabajo: 4 centros de producción, 21 centros territoriales, 39 unidades y 12 delegaciones informativas, 21 corresponsalias y las sedes de RTVE Instituto y Teatro Monumental.[166]

### Consejo Asesor
El Consejo Asesor es el órgano de participación de la sociedad en la Corporación RTVE. Entre sus competencias, reguladas en el artículo 23 de la Ley 17/2006, de 5 de junio, de la Radio y la Televisión de Titularidad Estatal, se encuentran las siguientes:

1. Asesorar al Consejo de Administración de la Corporación RTVE en las orientaciones generales de la programación.
2. Informar sobre los criterios y normas que garanticen el derecho de acceso de los grupos sociales significativos en función de su relevancia social, representatividad y ámbito de actuación.
3. Informar sobre la propuesta de los contratos-programa con el Estado y de las líneas de programación, así como en el establecimiento de las normas de admisión de publicidad.
4. Informar, a petición del Consejo de Administración, sobre cualesquiera asuntos que se sometan a su consideración.

- El Consejo Asesor será convocado por el Consejo de Administración, al menos cada tres meses, así como cuando sea preceptivo su pronunciamiento.
- La condición de miembro del Consejo Asesor no exigirá dedicación exclusiva ni dará derecho a remuneración.

- El Consejo Asesor de RTVE está compuesto por dieciséis personas: 
  - Tres vocales propuestos por el Consejo Económico y Social.
  - Dos vocales propuestos por el Consejo de Consumidores y Usuarios.
  - Un vocal propuesto por el Ministerio de Asuntos Exteriores, Unión Europea y Cooperación.
  - Un vocal propuesto por el Consejo de la Juventud de España.
  - Un vocal propuesto por el Instituto de las Mujeres.
  - Un vocal propuesto por la Academia de Televisión y de las Ciencias y las Artes del Audiovisual.
  - Un vocal propuesto por la Academia de las Artes y las Ciencias Cinematográficas.
  - Un vocal propuesto por el Consejo de Universidades.
  - Un vocal propuesto por la Asociación Española de Anunciantes.
  - Un vocal propuesto por el Consejo General de la Ciudadanía Española en el Exterior.
  - Un vocal propuesto por las entidades representativas de periodistas de ámbito estatal (FAPE).
  - Un vocal propuesto por las entidades representativas de las personas con discapacidad.
  - Un vocal propuesto por la representación sindical de la Corporación RTVE.

| Institución                                                                | Consejero/a                    | Cargo                                                                                                 |
| -------------------------------------------------------------------------- | ------------------------------ | --- |
| Consejo Económico y Social                                                 | José Antonio Abad García       | Responsable del Área Confederal LGTBI de UGT                                                          |
| Consejo Económico y Social                                                 | Juan Antonio Labat Arangüena   | Director general de la Federación Empresarial de la Industria Química Española (FEIQUE) (CEOE/CEPYME) |
| Consejo Económico y Social                                                 | Gustavo Samayoa Estrada        | Presidente de la Federación de Usuarios y Consumidores Independientes (FUCI)                          |
| Consejo de Consumidores y Usuarios                                         | Manuel Núñez Encabo            | Vocal de la Junta Directiva de la Asociación de Usuarios de la Comunicación                           |
| Consejo de Consumidores y Usuarios                                         | Fernando Moner Romero          | Presidente de la Confederación de Consumidores y Usuarios                                             |
| Ministerio de Asuntos Exteriores, Unión Europea y Cooperación              | Julio Pastor Bayón             | Exdirector general de Comunicación, Diplomacia Pública y Redes                                        |
| Consejo de la Juventud de España                                           | Silvia Carreño Gómez-Tarragona | Vicepresidenta y responsable de Socioeconómica y Comunicación                                         |
| Instituto de las Mujeres                                                   | Águeda Macián López            | Jefa de Comunicación del Instituto de las Mujeres                                                     |
| Comité Español de Personas con Discapacidad (CERMI)                        | José Luis Aaedo Cuevas         | Expresidente de FIAPAS (Confederación Española de Familias de Personas Sordas)                        |
| Consejo General de la Emigración                                           | Carlos Sivila Sanz             | Consejero General de la Ciudadanía Española en el Exterior                                            |
| Academia de Televisión y de las Ciencias y Artes del Audiovisual de España | María Casado Paredes           | Presidenta de la Academia de Televisión y de las Ciencias y Artes del Audiovisual                     |
| Academia de Artes y Ciencias Cinematográficas                              | Fernando Méndez-Leite Serrano  | Presidente de la Academia de Artes y Ciencias Cinematográficas                                        |
| Consejo de Universidades                                                   | Carlos Andradas Heranz         | Rector de la Universidad Internacional Menéndez Pelayo                                                |
| Asociación Española de Anunciantes                                         | Lidia Sanz Montes              | Directora general de la Asociación Española de Anunciantes                                            |
| Entidades Representativas de Periodistas de Ámbito Estatal (FAPE)          | Alfonso Sánchez García         | Asociado de FAPE (Federación de Asociaciones de la Prensa Española)                                   |
| Representante sindical de CRTVE                                            | Ramón Martínez Corral          | Presidente del Comité Intercentros de RTVE                                                            |

### Listado de directores generales y presidentes
| Responsable | Inicio                                                                        | Final                                                                         | Notas                                                                                           |
| Directores generales de Radiodifusión (12 de enero de 1946-6 de mayo de 1957)                                      | Directores generales de Radiodifusión (12 de enero de 1946-6 de mayo de 1957) | Directores generales de Radiodifusión (12 de enero de 1946-6 de mayo de 1957) | Directores generales de Radiodifusión (12 de enero de 1946-6 de mayo de 1957)                   |
| --- | ----------------------------------------------------------------------------- | ----------------------------------------------------------------------------- | ----------------------------------------------------------------------------------------------- |
| Alfredo Guijarro Alcocer                                                                                           | 12 de enero de 1946                                                           | 31 de julio de 1951                                                           |                                                                                                 |
| Jesús Suevos Fernández-Jove                                                                                        | 31 de julio de 1951                                                           | 6 de mayo de 1957                                                             |                                                                                                 |
| Directores generales de Radiodifusión y Televisión (6 de mayo de 1957-13 de enero de 1981)                         |                                                                               |                                                                               |                                                                                                 |
| José María Revuelta Prieto                                                                                         | 6 de mayo de 1957                                                             | 21 de julio de 1962                                                           |                                                                                                 |
| Roque Pro Alonso                                                                                                   | 21 de julio de 1962                                                           | 25 de febrero de 1964                                                         |                                                                                                 |
| Manuel García Durán y Parages                                                                                      | 25 de febrero de 1964                                                         | 27 de febrero de 1964                                                         | Subdirector general de Radiodifusión (funciones ejecutivas)                                     |
| Luis Cereceda Delgado                                                                                              | 27 de febrero de 1964                                                         | 7 de marzo de 1964                                                            | Secretario general de la dirección general de Radiodifusión y Televisión (funciones ejecutivas) |
| Manuel Aznar Acedo                                                                                                 | 27 de febrero de 1964                                                         | 31 de marzo de 1964                                                           | Subdirector general de Radiodifusión (funciones ejecutivas)                                     |
| Manuel Ledesma Adán                                                                                                | 7 de marzo de 1964                                                            | 31 de marzo de 1964                                                           | Secretario general de la dirección general de Radiodifusión y Televisión (funciones ejecutivas) |
| Jesús Aparicio-Bernal Sánchez                                                                                      | 31 de marzo de 1964                                                           | 8 de noviembre de 1969                                                        |                                                                                                 |
| Adolfo Suárez González                                                                                             | 8 de noviembre de 1969                                                        | 2 de julio de 1973                                                            |                                                                                                 |
| Rafael Orbe Cano                                                                                                   | 2 de julio de 1973                                                            | 12 de enero de 1974                                                           |                                                                                                 |
| Juan José Rosón Pérez                                                                                              | 12 de enero de 1974                                                           | 23 de noviembre de 1974                                                       |                                                                                                 |
| Jesús Sancho Rof                                                                                                   | 23 de noviembre de 1974                                                       | 20 de diciembre de 1975                                                       |                                                                                                 |
| Gabriel Peña Aranda                                                                                                | 20 de diciembre de 1975                                                       | 24 de julio de 1976                                                           |                                                                                                 |
| Rafael Anson Oliart                                                                                                | 24 de julio de 1976                                                           | 21 de noviembre de 1977                                                       | También como director general de Radio y Televisión                                             |
| Fernando Arias-Salgado y Montalvo                                                                                  | 21 de noviembre de 1977                                                       | 13 de enero de 1981                                                           | También como director general del Organismo Autónomo Radio Televisión Española                  |
| Directores generales del Ente Público Radiotelevisión Española (14 de enero de 1981-1 de enero de 2007)            |                                                                               |                                                                               |                                                                                                 |
| Fernando Castedo Álvarez                                                                                           | 14 de enero de 1981                                                           | 24 de octubre de 1981                                                         |                                                                                                 |
| Carlos Robles Piquer                                                                                               | 24 de octubre de 1981                                                         | 26 de julio de 1982                                                           |                                                                                                 |
| Eugenio Nasarre Goicoechea                                                                                         | 26 de julio de 1982                                                           | 10 de diciembre de 1982                                                       |                                                                                                 |
| José María Calviño Iglesias                                                                                        | 10 de diciembre de 1982                                                       | 20 de octubre de 1986                                                         |                                                                                                 |
| Pilar Mercedes Miró Romero                                                                                         | 20 de octubre de 1986                                                         | 17 de enero de 1989                                                           |                                                                                                 |
| Luis Solana Madariaga                                                                                              | 17 de enero de 1989                                                           | 26 de febrero de 1990                                                         |                                                                                                 |
| Jordi García Candau                                                                                                | 26 de febrero de 1990                                                         | 13 de mayo de 1996                                                            |                                                                                                 |
| Mónica Ridruejo Ostrowska                                                                                          | 13 de mayo de 1996                                                            | 10 de febrero de 1997                                                         |                                                                                                 |
| Fernando López-Amor García                                                                                         | 10 de febrero de 1997                                                         | 23 de noviembre de 1998                                                       |                                                                                                 |
| Pío Cabanillas Alonso                                                                                              | 23 de noviembre de 1998                                                       | 29 de abril de 2000                                                           |                                                                                                 |
| Ricardo García Vicente                                                                                             | 29 de abril de 2000                                                           | 16 de mayo de 2000                                                            | Secretario general (funciones ejecutivas)                                                       |
| Julio Antonio AlcaideGuindo                                                                                        | 29 de abril de 2000                                                           | 16 de mayo de 2000                                                            | Director gerente (funciones ejecutivas)                                                         |
| Eduardo Javier González Ferrari                                                                                    | 16 de mayo de 2000                                                            | 23 de julio de 2002                                                           |                                                                                                 |
| José Antonio Sánchez Domínguez                                                                                     | 23 de julio de 2002                                                           | 26 de abril de 2004                                                           |                                                                                                 |
| María del Carmen Caffarel Serra                                                                                    | 26 de abril de 2004                                                           | 1 de enero de 2007                                                            |                                                                                                 |
| Presidentes de la Corporación de Radio y Televisión Española y del Consejo de Administración (1 de enero de 2007-) |                                                                               |                                                                               |                                                                                                 |
| María del Carmen Caffarel Serra                                                                                    | 1 de enero de 2007                                                            | 15 de enero de 2007                                                           | Administradora provisional única de la Corporación RTVE                                         |
| Luis Fernández Fernández                                                                                           | 15 de enero de 2007                                                           | 23 de noviembre de 2009                                                       |                                                                                                 |
| Jaime Gaitero Fortes                                                                                               | 23 de noviembre de 2009                                                       | 1 de diciembre de 2009                                                        | Director general Corporativo (funciones ejecutivas)                                             |
| Alberto Carlos Oliart Saussol                                                                                      | 1 de diciembre de 2009                                                        | 7 de julio de 2011                                                            |                                                                                                 |
| Jaime Gaitero Fortes                                                                                               | 7 de julio de 2011                                                            | 29 de junio de 2012                                                           | Director general Corporativo (funciones ejecutivas)                                             |
| Silvia García Malsipica                                                                                            | 7 de julio de 2011                                                            | 29 de junio de 2012                                                           | Secretaria general y del Consejo de Administración (funciones ejecutivas)                       |
| Manuel Esteve Ulloa                                                                                                | 20 de julio de 2011                                                           | 6 de septiembre de 2011                                                       | Presidencia en funciones                                                                        |
| María Cruz Llamazares Calzadilla                                                                                   | 7 de septiembre de 2011                                                       | 4 de octubre de 2011                                                          | Presidencia en funciones                                                                        |
| Rosario López Miralles                                                                                             | 5 de octubre de 2011                                                          | 2 de noviembre de 2011                                                        | Presidencia en funciones                                                                        |
| Andrés Martín Velasco                                                                                              | 3 de noviembre de 2011                                                        | 13 de diciembre de 2011                                                       | Presidencia en funciones                                                                        |
| Santos Miguel Ruesga Benito                                                                                        | 14 de diciembre de 2011                                                       | 10 de enero de 2012                                                           | Presidencia en funciones                                                                        |
| Miguel Ángel Sacaluga Luengo                                                                                       | 11 de enero de 2012                                                           | 31 de enero de 2012                                                           | Presidencia en funciones                                                                        |
| Josep Manuel Silva Alcalde                                                                                         | 1 de febrero de 2012                                                          | 29 de febrero de 2012                                                         | Presidencia en funciones                                                                        |
| Jesús Andreu Ardura                                                                                                | 1 de marzo de 2012                                                            | 10 de abril de 2012                                                           | Presidencia en funciones                                                                        |
| María Teresa Aranguren Amézola                                                                                     | 11 de abril de 2012                                                           | 7 de mayo de 2012                                                             | Presidencia en funciones                                                                        |
| Manuel Esteve Ulloa                                                                                                | 8 de mayo de 2012                                                             | 12 de junio de 2012                                                           | Presidencia en funciones                                                                        |
| María Cruz Llamazares Calzadilla                                                                                   | 13 de junio de 2012                                                           | 29 de junio de 2012                                                           | Presidencia en funciones                                                                        |
| Leopoldo González-Echenique y Castellanos de Ubao                                                                  | 29 de junio de 2012                                                           | 25 de septiembre de 2014                                                      |                                                                                                 |
| José Manuel Peñalosa Ruiz                                                                                          | 26 de septiembre de 2014                                                      | 23 de octubre de 2014                                                         | Presidencia en funciones                                                                        |
| Laura de Rivera García de Leániz                                                                                   | 26 de septiembre de 2014                                                      | 23 de octubre de 2014                                                         | Secretaria general y del Consejo de Administración (funciones ejecutivas)                       |
| Manuel Enrique Alejo González                                                                                      | 26 de septiembre de 2014                                                      | 23 de octubre de 2014                                                         | Director general Corporativo (funciones ejecutivas)                                             |
| José Antonio Sánchez Domínguez                                                                                     | 23 de octubre de 2014                                                         | 22 de junio de 2018                                                           |                                                                                                 |
| Javier Lamana Palacios                                                                                             | 23 de junio de 2018                                                           | 30 de julio de 2018                                                           | Secretario general y del Consejo de Administración (funciones ejecutivas)                       |
| Manuel Enrique Alejo González                                                                                      | 23 de junio de 2018                                                           | 30 de julio de 2018                                                           | Director general Corporativo (funciones ejecutivas)                                             |
| Rosa María Mateo Isasi                                                                                             | 30 de julio de 2018                                                           | 26 de marzo de 2021                                                           | Administradora provisional única de la Corporación RTVE                                         |
| José Manuel Pérez Tornero                                                                                          | 26 de marzo de 2021                                                           | 27 de septiembre de 2022                                                      |                                                                                                 |
| Elena Sánchez Caballero                                                                                            | 27 de septiembre de 2022                                                      | 26 de marzo de 2024                                                           | Presidencia interina                                                                            |
| Alfonso María Morales Fernández                                                                                    | 27 de septiembre de 2022                                                      | 27 de marzo de 2024                                                           | Secretario general (funciones ejecutivas)                                                       |
| Marta Torralvo Liébanas                                                                                            | 27 de septiembre de 2022                                                      | 2 de diciembre de 2024                                                        | Directora Corporativa (funciones ejecutivas)                                                    |
| Concepción Carmen Cascajosa Virino                                                                                 | 27 de marzo de 2024                                                           | 2 de diciembre de 2024                                                        | Presidencia interina                                                                            |
| José Pablo López Sánchez                                                                                           | 2 de diciembre de 2024                                                        | presente                                                                      |                                                                                                 |

Fuente: Historia de la radio y la televisión en España.
- Desde 1946, RTVE ha tenido un total de 47 responsables, 43 si se cuenta a Sánchez Domínguez como director general del Ente Público Radiotelevisión Española y 10 años después como presidente de la Corporación de Radio y Televisión Española y del Consejo de Administración; Caffarel como directora general del Ente Público Radiotelevisión Española y administradora provisional única de la Corporación de Radio y Televisión Española y del total de presidencias en funciones de la Corporación de Radio y Televisión Española y del Consejo de Administración que fueron 12, 2 personas repitieron en el cargo:
  - 2 directores generales de Radiodifusión.
  - 10 directores generales de Radiodifusión y Televisión.
  - 13 directores generales del Ente Público Radiotelevisión Española.
  - 6 presidentes de la Corporación de Radio y Televisión Española y del Consejo de Administración (incluido José Antonio Sánchez Domínguez, director general del precedente Ente Público Radiotelevisión Española).
  - 2 administradoras provisionales únicas de la Corporación de Radio y Televisión Española (incluida María del Carmen Caffarel Serra, directora general del precedente Ente Público Radiotelevisión Española).
  - 10 presidentes en funciones de la Corporación de Radio y Televisión Española y del Consejo de Administración.[234]
  - 2 presidentas interinas de la Corporación de Radio y Televisión Española y del Consejo de Administración.
- Los consejeros del Consejo de Administración asumen las labores de presidencia de manera interina tras las salidas de Alberto Carlos Oliart Saussol y Leopoldo González-Echenique y Castellanos de Ubao, durante los periodos comprendidos entre el 20 de julio de 2011 y el 29 de junio de 2012 y de 26 de septiembre de 2014 a 23 de octubre de 2014, respectivamente, mientras que en los periodos del 7 de julio de 2011 al 20 de julio de 2011 y del 23 de junio de 2018 al 30 de julio de 2018 la presidencia no es ocupada por ningún suplente.
- Tras fracasar la elección del Consejo de Administración provisional que debía gestionar la Corporación hasta la celebración de un concurso público, se procedió a la votación de un administrador provisional único para la Corporación —tal y como se disponía en el real decreto aprobado el 22 de junio de 2018 por el Gobierno en el Consejo de Ministros— en la Cámara Baja, los días 16 de julio y 27 de julio de 2018 (en segunda votación). Las funciones que se le atribuyen a la administradora provisional única son de representación y gestión de la corporación pública y sus sociedades, teniendo los poderes de los miembros del Consejo de Administración y de su presidente. Este cargo es ocupado desde el 30 de julio de 2018 al 26 de marzo de 2021 por Rosa María Mateo Isasi.
- Tras la dimisión de José Manuel Pérez Tornero, Elena Sánchez Caballero fue nombrada presidenta interina sin funciones ejecutivas el 27 de septiembre de 2022, mientras que las funciones ejecutivas recayeron en el secretario general, Alfonso María Morales Fernández y en la directora Corporativa, Marta Torralvo Liébanas. A la semana siguiente, el 4 de octubre de 2022, el Consejo de Ministros aprobó una modificación de los estatutos sociales de la Corporación a instancias de la Sociedad Estatal de Participaciones Industriales (SEPI) para dar poderes ejecutivos a Elena Sánchez Caballero.
- Tras el cese de Elena Sánchez Caballero como presidenta interina por el Consejo de Administración el 26 de marzo de 2024, fue nombrada al día siguiente en su sustitución, Concepción Carmen Cascajosa Virino por un periodo de seis meses que finalmente se vio ampliado a ocho.

### Composición histórica del Consejo de Administración

#### 25/11/1980-6/6/1983
| Nombre y apellidos                                | Cargo            | Propuesto por         | Cámara de elección        | Mandato                                                      |
| ------------------------------------------------- | ---------------- | --------------------- | ------------------------- | ------------------------------------------------------------ |
| Fernando Arias-Salgado y Montalvo                 | Director general | UCD                   | Congreso de los Diputados | 25/11/1980-14/1/1981                                         |
| Fernando Castedo Álvarez                          | Director general | UCD                   | Congreso de los Diputados | 14/1/1981-24/10/1981                                         |
| Carlos Robles Piquer                              | Director general | UCD                   | Congreso de los Diputados | 24/10/1981-26/7/1982                                         |
| Eugenio Nasarre Goicoechea                        | Director general | UCD                   | Congreso de los Diputados | 26/7/1982-10/12/1982                                         |
| José María Calviño Iglesias                       | Director general | PSOE                  | Congreso de los Diputados | Vocal (25/11/80-10/12/82) Director general (10/12/82-6/6/83) |
| Ramón Gómez Redondo                               | Vocal            | PSOE                  | Congreso de los Diputados | 25/11/1980-11/12/1982 (dimisión)                             |
| José María Álvarez del Manzano y López del Hierro | Vocal            | UCD                   | Congreso de los Diputados | 25/11/1980-6/6/1983                                          |
| Carlos Plaza Escarpa                              | Vocal            | UCD                   | Congreso de los Diputados | 25/11/1980-6/6/1983                                          |
| Carmen Llorca Vilaplana                           | Vocal            | Coalición Democrática | Congreso de los Diputados | 25/11/1980-6/6/1983                                          |
| Antonio Kindelán Jaquotot                         | Vocal            | PCE                   | Congreso de los Diputados | 25/11/1980-6/6/1983                                          |
| Miguel Doménech Martínez                          | Vocal            | UCD                   | Senado                    | 25/11/1980-6/6/1983                                          |
| José Antonio Escudero López                       | Vocal            | UCD                   | Senado                    | 25/11/1980-6/6/1983                                          |
| Antonio del Olmo Aires                            | Vocal            | UCD                   | Senado                    | 25/11/1980-6/6/1983                                          |
| José Ignacio Wert Ortega                          | Vocal            | UCD                   | Senado                    | 25/11/1980-6/6/1983                                          |
| Eleuterio Roberto Dorado Zamorano                 | Vocal            | PSOE                  | Senado                    | 25/11/1980-6/6/1983                                          |
| Francisco Fernández Marugán                       | Vocal            | PSOE                  | Senado                    | 25/11/1980-6/6/1983                                          |

#### 6/6/1983-20/12/1986 (24/12/86 en el Senado)
| Nombre y apellidos               | Cargo             | Propuesto por | Cámara de designación     | Mandato               |
| -------------------------------- | ----------------- | ------------- | ------------------------- | --------------------- |
| José María Calviño Iglesias      | Dirección general | PSOE          | Congreso de los Diputados | 6/6/1983-20/10/1986   |
| Pilar Mercedes Miró Romero       | Dirección general | PSOE          | Congreso de los Diputados | 20/10/1986-20/12/1986 |
| Luis Sánchez de Enciso Valero    | Vocal             | PSOE          | Congreso de los Diputados | 6/6/1983-20/12/1986   |
| Eugeni Giral Quintana            | Vocal             | PSOE          | Congreso de los Diputados | 6/6/1983-20/12/1986   |
| Elena Vázquez Menéndez           | Vocal             | PSOE          | Congreso de los Diputados | 6/6/1983-20/12/1986   |
| Rogelio Baón Ramírez             | Vocal             | AP            | Congreso de los Diputados | 6/6/1983-20/12/1986   |
| José Antonio Pastor Ridruejo     | Vocal             | Independiente | Congreso de los Diputados | 6/6/1983-20/12/1986   |
| Pere Artigas Fontcuberta         | Vocal             | CiU           | Congreso de los Diputados | 6/6/1983-20/12/1986   |
| Valentín Andrés Álvarez Corugedo | Vocal             | PSOE          | Senado                    | 6/6/1983-24/12/1986   |
| Rafael Estévez Fernández         | Vocal             | PSOE          | Senado                    | 6/6/1983-24/12/1986   |
| Mariano Muñoz Bouzo              | Vocal             | PSOE          | Senado                    | 6/6/1983-24/12/1986   |
| Feliciano Sofin Murillo          | Vocal             | PSOE          | Senado                    | 6/6/1983-24/12/1986   |
| Esther López de Portela          | Vocal             | AP            | Senado                    | 14/6/1983-24/12/1986  |
| Guillermo Medina González        | Vocal             | PDP           | Senado                    | 6/6/1983-24/12/1986   |

#### 20/12/1986 (24/12/86)-27/12/1990
| Nombre y apellidos               | Cargo             | Propuesto por | Cámara de designación     | Mandato                                                      |
| -------------------------------- | ----------------- | ------------- | ------------------------- | ------------------------------------------------------------ |
| Pilar Mercedes Miró Romero       | Dirección general | PSOE          | Congreso de los Diputados | 20/12/1986-17/1/1989                                         |
| Luis Solana Madariaga            | Dirección general | PSOE          | Congreso de los Diputados | 17/1/1989-26/2/1990                                          |
| Jordi García Candau              | Dirección general | PSOE          | Congreso de los Diputados | Vocal (20/12/86-26/2/90) Director general (26/2/90-27/12/90) |
| Ramón Criado Margareto           | Vocal             | PSOE          | Congreso de los Diputados | 20/12/1986-27/12/1990                                        |
| Eugeni Giral Quintana            | Vocal             | PSOE          | Congreso de los Diputados | 20/12/1986-24/9/1988 (dimisión)                              |
| Fernando González Delgado        | Vocal             | PSOE          | Congreso de los Diputados | 20/12/1986-21/12/1990 (dimisión)                             |
| Rogelio Baón Ramírez             | Vocal             | AP            | Congreso de los Diputados | 20/12/1986-27/12/1990                                        |
| Antonio del Olmo Aires           | Vocal             | CDS           | Congreso de los Diputados | 20/12/1986-27/12/1990                                        |
| Valentín Andrés Álvarez Corugedo | Vocal             | PSOE          | Senado                    | 24/12/1986-27/12/1990                                        |
| Rafael Estévez Fernández         | Vocal             | PSOE          | Senado                    | 24/12/1986-27/12/1990                                        |
| Mariano Muñoz Bouzo              | Vocal             | PSOE          | Senado                    | 24/12/1986-27/12/1990                                        |
| Feliciano Sofin Murillo          | Vocal             | PSOE          | Senado                    | 24/12/1986-27/12/1990                                        |
| Luis Gerardo López Delgado       | Vocal             | AP            | Senado                    | 24/12/1986-27/12/1990                                        |
| Francisco Sanabria Martín        | Vocal             | AP            | Senado                    | 24/12/1986-27/12/1990                                        |

#### 27/12/1990-7/11/1994
| Nombre y apellidos                    | Cargo            | Propuesto por | Cámara de designación     | Mandato                         |
| ------------------------------------- | ---------------- | ------------- | ------------------------- | ------------------------------- |
| Jordi García Candau                   | Director general | PSOE          | Congreso de los Diputados | 27/12/1990-7/11/1994            |
| Valentín Andrés Álvarez Corugedo      | Vocal            | PSOE          | Congreso de los Diputados | 27/12/1990-7/11/1994            |
| Ramón Criado Margareto                | Vocal            | PSOE          | Congreso de los Diputados | 27/12/1990-7/11/1994            |
| Mariano Muñoz Bouzo                   | Vocal            | PSOE          | Congreso de los Diputados | 27/12/1990-7/11/1994            |
| Francisco Sanabria Martín             | Vocal            | PP            | Congreso de los Diputados | 27/12/1990-7/11/1994            |
| Antonio del Olmo Aires                | Vocal            | CDS           | Congreso de los Diputados | 27/12/1990-7/11/1994            |
| Jordi Bosch Molinet                   | Vocal            | CiU           | Congreso de los Diputados | 27/12/1990-7/11/1994            |
| Miguel Bonastre Codina                | Vocal            | PSOE          | Senado                    | 27/12/1990-7/11/1994            |
| Feliciano Sofin Murillo               | Vocal            | PSOE          | Senado                    | 27/12/1990-7/11/1994            |
| Francisco Javier Tezanos Tortajada    | Vocal            | PSOE          | Senado                    | 27/12/1990-7/11/1994            |
| Encarnación (Curri) Valenzuela Conthe | Vocal            | PP            | Senado                    | 27/12/1990-7/11/1994            |
| José Manuel Fernández Norniella       | Vocal            | PP            | Senado                    | 27/12/1990-29/6/1993 (dimisión) |
| Jesús Sancho Rof                      | Vocal            | PP            | Senado                    | 27/12/1990-7/11/1994            |

#### 7/11/1994-24/7/1996
| Nombre y apellidos                   | Cargo             | Propuesto por | Cámara de designación     | Mandato                        |
| ------------------------------------ | ----------------- | ------------- | ------------------------- | ------------------------------ |
| Jordi García Candau                  | Dirección general | PSOE          | Congreso de los Diputados | 7/11/1994-13/5/1996            |
| Mónica Ridruejo Ostrowska            | Dirección general | PP            | Congreso de los Diputados | 13/5/1996-24/7/1996            |
| José Miguel Abad Silvestre           | Vocal             | PSOE          | Congreso de los Diputados | 7/11/1994-24/7/1996            |
| Antonio Santillana del Barrio        | Vocal             | PSOE          | Congreso de los Diputados | 7/11/1994-24/7/1996            |
| Amando de Miguel Rodríguez           | Vocal             | PP            | Congreso de los Diputados | 7/11/1994-11/9/1995 (dimisión) |
| Eugenio Nasarre Goicoechea           | Vocal             | PP            | Congreso de los Diputados | 7/11/1994-24/7/1996            |
| José Manuel Martín Medem             | Vocal             | IU            | Congreso de los Diputados | 7/11/1994-24/7/1996            |
| Josep Maria Trias de Bes Serra       | Vocal             | CiU           | Congreso de los Diputados | 7/11/1994-19/6/1995 (dimisión) |
| Ander Landáburu Illarramendi         | Vocal             | PSOE          | Senado                    | 7/11/1994-24/7/1996            |
| Jesús Ruiz-Huerta Carbonell          | Vocal             | PSOE          | Senado                    | 7/11/1994-24/7/1996            |
| José Antonio Pérez-Nievas y Heredero | Vocal             | Independiente | Senado                    | 7/11/1994-24/7/1996            |
| Miguel Ángel Gozalo Saiz             | Vocal             | PP            | Senado                    | 7/11/1994-24/7/1996            |
| José Vila Abelló                     | Vocal             | PP            | Senado                    | 7/11/1994-24/7/1996            |
| Juan Ignacio Unda Urzaiz             | Vocal             | PNV           | Senado                    | 7/11/1994-24/7/1996            |

#### 24/7/1996-1/7/2000
| Nombre y apellidos              | Cargo             | Propuesto por | Cámara de designación     | Mandato                         |
| ------------------------------- | ----------------- | ------------- | ------------------------- | ------------------------------- |
| Mónica Ridruejo Ostrowska       | Dirección general | PP            | Congreso de los Diputados | 24/7/1996-10/2/1997             |
| Fernando López-Amor García      | Dirección general | PP            | Congreso de los Diputados | 10/2/1997-23/11/1998            |
| Pío Cabanillas Alonso           | Dirección general | PP            | Congreso de los Diputados | 23/11/1998-29/4/2000            |
| Eduardo Javier González Ferrari | Dirección general | PP            | Congreso de los Diputados | 16/5/2000-1/7/2000              |
| Emilio Contreras Ortega         | Vocal             | PP            | Congreso de los Diputados | 24/7/1996-1/7/2000              |
| Carlos Mendo Baos               | Vocal             | PP            | Congreso de los Diputados | 24/7/1996-1/6/1997 (dimisión)   |
| Arantza Mendizábal Gorostiaga   | Vocal             | PSOE          | Congreso de los Diputados | 24/7/1996-10/11/1997 (dimisión) |
| Antonio Santillana del Barrio   | Vocal             | PSOE          | Congreso de los Diputados | 24/7/1996-21/10/1999 (dimisión) |
| Rodolfo Ruiz Ligero             | Vocal             | IU            | Congreso de los Diputados | 24/7/1996-1/7/2000              |
| José María Gené Moscoso         | Vocal             | CiU           | Congreso de los Diputados | 24/7/1996-1/7/2000              |
| Antxón Sarasqueta González      | Vocal             | PP            | Senado                    | 24/7/1996-1/7/2000              |
| Andrés de Blas Guerrero         | Vocal             | PSOE          | Senado                    | 24/7/1996-1/7/2000              |
| José Manuel de Diego Carcedo    | Vocal             | PSOE          | Senado                    | 24/7/1996-1/7/2000              |
| Marcos Sanz Agüero              | Vocal             | PSOE          | Senado                    | 24/7/1996-1/7/2000              |
| José Recalte Ibarrondo          | Vocal             | PNV           | Senado                    | 24/7/1996-1/7/2000              |
| Santiago Cervera Soto           | Vocal             | UPN           | Senado                    | 24/7/1996-19/9/1996 (dimisión)  |

#### 1/7/2000-31/12/2006
| Nombre y apellidos                   | Cargo             | Propuesto por | Cámara de designación     | Mandato                            |
| ------------------------------------ | ----------------- | ------------- | ------------------------- | ---------------------------------- |
| Eduardo Javier González Ferrari      | Dirección general | PP            | Congreso de los Diputados | 1/7/2000-23/7/2002                 |
| José Antonio Sánchez Domínguez       | Dirección general | PP            | Congreso de los Diputados | 23/7/2002-26/4/2004                |
| María del Carmen Caffarel Serra      | Dirección general | PSOE          | Congreso de los Diputados | 26/4/2004-31/12/2006               |
| Francisco Salustiano García de Diego | Vocal             | PP            | Congreso de los Diputados | 1/7/2000-31/12/2006                |
| Rosario López Miralles               | Vocal             | PP            | Congreso de los Diputados | 1/7/2000-31/12/2006                |
| José Luis Rodríguez García           | Vocal             | PP            | Congreso de los Diputados | 1/7/2000-31/12/2006                |
| Anna Balletbò Puig                   | Vocal             | PSOE          | Congreso de los Diputados | 1/7/2000-31/12/2006                |
| José Manuel de Diego Carcedo         | Vocal             | PSOE          | Congreso de los Diputados | 1/7/2000-31/12/2006                |
| Marc Puig Guàrdia                    | Vocal             | CiU           | Congreso de los Diputados | 1/7/2000-31/12/2006                |
| Consuelo Álvarez de Toledo Saavedra  | Vocal             | PP            | Senado                    | 1/7/2000-31/12/2006                |
| Gerardo Conde Roa                    | Vocal             | PP            | Senado                    | 1/7/2000-31/12/2006                |
| Isabel Ugalde Ruiz de Assín          | Vocal             | PP            | Senado                    | 1/7/2000-31/12/2006                |
| José Nevado Infante                  | Vocal             | PSOE          | Senado                    | 1/7/2000-31/12/2006                |
| Miguel Ángel Sacaluga Luengo         | Vocal             | PSOE          | Senado                    | 1/7/2000-31/12/2006                |
| Gumersindo de Urquiza Rieu           | Vocal             | CC            | Senado                    | 1/7/2000-27/7/2002 (fallecimiento) |
| Jorge Luis Bethencourt González      | Vocal             | CC            | Senado                    | 25/10/2002-31/12/2006              |

#### 15/1/2007-29/6/2012
| Nombre y apellidos               | Cargo      | Propuesto por | Cámara de designación     | Mandato              |
| -------------------------------- | ---------- | ------------- | ------------------------- | -------------------- |
| Luis Fernández Fernández         | Presidente | PSOE          | Congreso de los Diputados | 15/1/2007-23/11/2009 |
| Alberto Carlos Oliart Saussol    | Presidente | PSOE          | Congreso de los Diputados | 1/12/2009-7/7/2011   |
| Miguel Ángel Sacaluga Luengo     | Vocal      | PSOE          | Congreso de los Diputados | 15/1/2007-23/6/2018  |
| Jesús Andreu Ardura              | Vocal      | PP            | Congreso de los Diputados | 15/1/2007-10/4/2012  |
| Manuel Esteve Ulloa              | Vocal      | PP            | Congreso de los Diputados | 15/1/2007-29/6/2012  |
| María Teresa Aranguren Amézola   | Vocal      | IU            | Congreso de los Diputados | 15/1/2007-23/6/2018  |
| Francesc Bellmunt Moreno         | Vocal      | ERC           | Congreso de los Diputados | 15/1/2007-29/6/2012  |
| Santos Miguel Ruesga Benito      | Vocal      | UGT           | Congreso de los Diputados | 15/1/2007-29/6/2012  |
| Héctor Maravall Gómez-Allende    | Vocal      | CC.OO.        | Congreso de los Diputados | 15/1/2007-23/9/2011  |
| María Cruz Llamazares Calzadilla | Vocal      | PSOE          | Senado                    | 15/1/2007-29/6/2012  |
| Andrés Martín Velasco            | Vocal      | PP            | Senado                    | 15/1/2007-23/6/2018  |
| Rosario López Miralles           | Vocal      | PP            | Senado                    | 15/1/2007-23/6/2018  |
| Josep Manuel Silva Alcalde       | Vocal      | CiU           | Senado                    | 15/1/2007-29/6/2012  |

#### 29/6/2012-23/6/2018
| Nombre y apellidos                                | Cargo      | Propuesto por | Cámara de designación     | Mandato              |
| ------------------------------------------------- | ---------- | ------------- | ------------------------- | -------------------- |
| Leopoldo González-Echenique y Castellanos de Ubao | Presidente | PP            | Congreso de los Diputados | 29/6/2012-25/9/2014  |
| José Antonio Sánchez Domínguez                    | Presidente | PP            | Congreso de los Diputados | 23/10/2014-23/6/2018 |
| María Luisa Ciriza Coscolín                       | Vocal      | PP            | Congreso de los Diputados | 29/6/2012-23/6/2018  |
| Miguel Ángel Sacaluga Luengo                      | Vocal      | PSOE          | Congreso de los Diputados | 15/1/2007-23/6/2018  |
| María Teresa Aranguren Amézola                    | Vocal      | IU            | Congreso de los Diputados | 15/1/2007-23/6/2018  |
| Óscar Pierre Prats                                | Vocal      | CiU           | Congreso de los Diputados | 29/6/2012-23/6/2018  |
| José Manuel Peñalosa Ruiz                         | Vocal      | PP            | Senado                    | 29/6/2012-23/6/2018  |
| Fernando Antonio Navarrete Porta                  | Vocal      | PP            | Senado                    | 29/6/2012-23/6/2018  |
| Rosario López Miralles                            | Vocal      | PP            | Senado                    | 15/1/2007-23/6/2018  |
| Andrés Martín Velasco                             | Vocal      | PP            | Senado                    | 15/1/2007-23/6/2018  |

#### 26/3/2021-2/12/2024
| Nombre y apellidos                 | Cargo               | Propuesto por | Cámara de elección        | Mandato                                                                               |
| ---------------------------------- | ------------------- | ------------- | ------------------------- | ------------------------------------------------------------------------------------- |
| José Manuel Pérez Tornero          | Presidente          | PSOE          | Congreso de los Diputados | 26/3/2021-27/9/2022 (dimisión)                                                        |
| Elena Sánchez Caballero            | Presidenta interina | PSOE          | Congreso de los Diputados | Vocal (26/3/21-27/9/22; 27/3/24-2/12/24) Presidenta interina (27/9/22-26/3/24) (cese) |
| Concepción Carmen Cascajosa Virino | Presidenta interina | PSOE          | Senado                    | Vocal (26/3/21-26/3/24) Presidenta interina (27/3/24-2/12/24)                         |
| Ramón Colom Esmatges               | Vocal               | PSOE          | Senado                    | 26/3/2021-2/12/2024                                                                   |
| María Carmen Sastre Bellas         | Vocal               | PP            | Congreso de los Diputados | 26/3/2021-2/12/2024                                                                   |
| Jenaro Castro Muiña                | Vocal               | PP            | Congreso de los Diputados | 26/3/2021-2/12/2024                                                                   |
| María Consuelo Aparicio Avendaño   | Vocal               | PP            | Senado                    | 26/3/2021-2/12/2024                                                                   |
| José Manuel Martín Medem           | Vocal               | Sumar         | Congreso de los Diputados | 26/3/2021-2/12/2024                                                                   |
| Roberto Lakidaín Zabalza           | Vocal               | Podemos       | Senado                    | 26/3/2021-2/12/2024                                                                   |
| Juan José Baños Loinaz             | Vocal               | PNV           | Congreso de los Diputados | 26/3/2021-2/12/2024                                                                   |

1. 1 2 3 4 5 6 7 8 9 10 11 12  Vacante no cubierta.

- El Consejo de Administración de RTVE se creó en 1980, cuando el Organismo Autónomo Radio Televisión Española pasó a ser Ente Público. Entre 2018 y 2021 no hubo Consejo porque las funciones de los consejeros y de la presidencia de la Corporación fueron asumidas por la administradora provisional única.

| Consejo de Administración desde su instauración en RTVE en 1980 | Consejo de Administración desde su instauración en RTVE en 1980 | Consejo de Administración desde su instauración en RTVE en 1980 | Consejo de Administración desde su instauración en RTVE en 1980 | Consejo de Administración desde su instauración en RTVE en 1980 | Consejo de Administración desde su instauración en RTVE en 1980 | Consejo de Administración desde su instauración en RTVE en 1980    | Consejo de Administración desde su instauración en RTVE en 1980 |
| Periodo                                                         | Normativa | Número de consejeros                                            | Reparto | Elección | Mandato                                                         | Presidencia                                                        | Funciones ejecutivas                                            |
| --------------------------------------------------------------- | --- | --------------------------------------------------------------- | --- | --- | --------------------------------------------------------------- | ------------------------------------------------------------------ | --------------------------------------------------------------- |
| 1980-2006                                                       | Ley 4/1980, de 10 de enero, de Estatuto de la Radio y la Televisión | 12                                                              | 6 (50 %) Congreso 6 (50 %) Senado | 2/3 de las Cortes | Duración de la legislatura                                      | Funcional y rotativa                                               | Dirección general (33,33 %) Consejo de Administración (66,67 %) |
| 2006-2012                                                       | Ley 17/2006, de 5 de junio, de la radio y la televisión de titularidad estatal | 12                                                              | 8 (66 %) Congreso 4 (33 %) Senado | 2/3 de las Cortes. Dos meses después de primera votación, rebaja a mayoría absoluta                                                                                    | 6 años, no renovable                                            | Elección entre los 12 consejeros en el Congreso por mayoría de 2/3 | Presidencia (40 %) Consejo de Administración (60 %)             |
| 2012-2018                                                       | Real Decreto-ley 15/2012, de 20 de abril, de modificación del régimen de administración de la Corporación RTVE, previsto en la Ley 17/2006, de 5 de junio, de la radio y la televisión de titularidad estatal | 9                                                               | 5 (56 %) Congreso 4 (44 %) Senado | 2/3 de las Cortes en primera votación, mayoría absoluta 24 horas después                                                                                               | 6 años, no renovable                                            | Elección en el Congreso por el mismo sistema que los consejeros    | Presidencia (40 %) Consejo de Administración (60 %)             |
| 2018-2021                                                       | Real Decreto-ley 4/2018, de 22 de junio, por el que se concreta, con carácter urgente, el régimen jurídico aplicable a la designación del Consejo de Administración de la Corporación RTVE y de su Presidentede la Ley 5/2017, de 29 de septiembre, por la que se modifica la Ley 17/2006, de 5 de junio, de la radio y la televisión de titularidad estatal, para recuperar la independencia de la Corporación RTVE y el pluralismo en la elección parlamentaria de sus órganos | Administradora provisional única                                | Administradora provisional única | Administradora provisional única | Administradora provisional única                                | Administradora provisional única                                   | Administradora provisional única (100 %)                        |
| 2021-2024                                                       | Real Decreto-ley 4/2018, de 22 de junio, por el que se concreta, con carácter urgente, el régimen jurídico aplicable a la designación del Consejo de Administración de la Corporación RTVE y de su Presidentede la Ley 5/2017, de 29 de septiembre, por la que se modifica la Ley 17/2006, de 5 de junio, de la radio y la televisión de titularidad estatal, para recuperar la independencia de la Corporación RTVE y el pluralismo en la elección parlamentaria de sus órganos | 10                                                              | 6 (60 %) Congreso 4 (40 %) Senado. Si en el plazo de 15 días no hay acuerdo en el Senado, el Congreso elige a todos. Si tampoco hubiera acuerdo en plazo, el Gobierno nombra un administrador provisional único | 2/3 de las Cortes en primera votación, mayoría absoluta 48 horas después siempre que las candidaturas estén apoyadas por al menos la mitad de los grupos de las Cortes | 6 años y renovable por otro mandato                             | Elección en el Congreso por el mismo sistema que los consejeros    | Presidencia (40 %) Consejo de Administración (60 %)             |
| 2024-                                                           | Real Decreto-ley 5/2024, de 22 de octubre, por el que se modifica la Ley 17/2006, de 5 de junio, de la radio y la televisión de titularidad estatal, para adoptar medidas urgentes relativas al régimen jurídico aplicable a la Corporación RTVE | 15                                                              | 11 (73 %) Congreso 4 (27 %) Senado | 2/3 de las Cortes en primera votación, mayoría absoluta 48 horas después                                                                                               | 6 años y renovable por otro mandato                             | Elección en el Congreso por el mismo sistema que los consejeros    | Presidencia (50 %) Consejo de Administración (50 %)             |

## Identidad corporativa
Los logos actuales de Radiotelevisión Española son de agosto de 2008, creados por la empresa SUMMA, en los que la luz cobra especial importancia al consistir el movimiento del logo en el efecto de la luz. Una tipografía redondeada y en la que destaca una e alargada constituye la imagen de RTVE, TVE y RNE. Radiotelevisión Española tiene el color naranja de fondo, Televisión Española el azul en distintos tonos como predominante, aunque en los canales especializados se usa también el rosa, el naranja y el rojo y Radio Nacional de España el rojo. Anteriores a estos se componían de las letras «rtve» unidas, diseño de Emilio Sáenz hacia los años 60 y rediseñado en 1991 por José Giménez de Pueblo.
Estos logos reemplazaron a los antiguos que databan de los años 60 en el caso de TVE y RTVE y de los 80 por la parte de RNE. La imagen de los antiguos no era uniforme en todas las empresas de la corporación.

Logotipo de Radiotelevisión Española de 1977 a 1991.
Logotipo de Radiotelevisión Española de 1991 a 2008.
Logotipo de Radiotelevisión Española de 2008 hasta hoy.

## Presentadores del grupo

### TVE
- Adela González
- Adriana Abenia
- Aina Galduf
- Ainara Hernando
- Aitor Albizua
- Albert Barniol
- Albert Font
- Alberto Herrera
- Alejandra Herranz
- Álex Barreiro
- Ana Belén Roy
- Ana de Roque
- Ana Ibáñez
- Ana Marín
- Ana Prada
- Ana Roldán
- Ana Ruiz
- Ana Valencia
- Ana Zas
- Andrea de Ramón
- Andrea Sierra
- Andrés Gómez
- Andrés Lebrijo
- Andrés Rubio
- Anne Igartiburu
- Àngel Pons
- Ángeles Bravo
- Anna Cler
- Antolín Romero
- Antonio Gárate
- Antonio Najarro
- Ariel Rot
- Arsenio Cañada
- Arturo Valls
- Beatriz Pérez-Aranda
- Belén Plaza
- Beni Moreno
- Bernat Company
- Blanca Benlloch
- Bouziane Ahmed Khodja
- Carlos del Amor
- Carmen Romero
- Carolina Alba
- Carolina Pecharromán
- Cayetana Guillén Cuervo
- Chenoa
- Conchi Aquesolo
- Coty Aserín
- Cristina Almandós
- Cristina Pampín
- Danae Boronat
- Dani Seseña
- David Astorga
- David Broncano
- Déborah Sebastián
- Desirée Ndjambo
- Diana Arias
- Dúnia Ramiro
- Elena Fernández Jornet
- Elena Gallego
- Elena S. Sánchez
- Elisabeth Escagedo
- Emilia Arias
- Enrique García Cortés
- Enrique Olivares
- Ernest Riveras
- Escarlata Dios
- Eulalia González
- Evelyn Segura
- Fátima Hernández
- Fede Cardelús
- Fe López
- Gemma Nierga
- Gemma Ruth Lazovsky
- Gerardo Sánchez
- Gonzalo D'Ambrossio
- Igor Gómez
- Inés Ballester
- Inés Hernand
- Inma Canet
- Inma Gómez Lobo
- Íñigo G. Aldalur
- Irene Alonso del Río
- Irene Santa
- Isabel Moreno
- Jacob Petrus
- Javier Ruiz
- Jenaro Castro
- Jessica Martín
- Jordi Cruz
- Jordi Hurtado
- José Carlos Gallardo
- José Luis Toral
- José Mota
- Juan Antonio Rodríguez Llano
- Juan Carlos Rivero
- Julian Iantzi
- Julio Somoano
- Lalachus
- Lara Álvarez
- Lara Gandarillas
- Laura Ferrer
- Laura Mesa
- Laura Sampeiro
- Lara Siscar
- Leonor Martín
- Lidia San José
- Lola Domínguez
- Lorenzo Milá
- Lourdes García Campos
- Lucía Vinaixa
- Lluís Falgás
- Lluís Guilera
- Luis Quevedo
- Mara Pettersen
- Marc Giró
- Marc Martín
- Marc Sala
- Marc Santandreu
- Marcos Fernández
- Marcos López
- María Ángeles Fernández
- María Pallier
- Marina Ribel
- Mariona Casas
- Marta Jaumandreu
- Marta Solano
- Martín Barreiro
- Maya Pixelskaya
- Mikel Ercibengoa
- Miquel Silvestre
- Miriam Moreno
- Moisés Rodríguez
- Mònica López
- Montse Elías
- Neus Benítez
- Nico de Vicente
- Nicolás Coronado
- Nieves Álvarez
- Núria Moliner
- Olga Lambea
- Olivia Guillén
- Oriol Nolis
- Óscar Herrero
- Óscar López
- Pablo Muñoz Gabilondo
- Paco Caro
- Paco Grande
- Paloma Soroa
- Patty Bonet
- Paula Murillo
- Paula Sánchez
- Paula Sainz-Pardo
- Paula Vázquez
- Pedro Carreño
- Pepa Molina
- Pedro San Miguel
- Pepe Rodríguez
- Pere Estupinyà
- Quico Taronjí
- Raquel Falcón
- Ramón García
- Richard Vaughan
- Roberto Herrera
- Rodrigo Vázquez
- Roi Groba
- Rosa María Molló
- Rosana García Palacio
- Rubén Briones
- Samantha Vallejo-Nágera
- Sandra Aswani
- Sandra Castells
- Sandra Daviú
- Sara Escudero
- Sara Fez
- Sergi Loras
- Sergio Gómez Muñoz
- Silvia Abril
- Silvia Intxaurrondo
- Silvia Laplana
- Sirún Demirjian
- Sònia Papell
- Tània Sarrias
- Teresa Aguiló
- Verónica Chumillas
- Xabier Fortes
- Yolanda Jurío

### RNE
- Aarón García Peña
- Adoración Fernández Armero
- Adrián Ferro
- Ainhoa Caballero Tajuelo
- Aitor Caminero
- Alba Paños
- Alba Urrutia
- Alberto Zapata
- Alejandro Sánchez Burón
- Álvaro Sánchez
- Álvaro Soto
- Amador Bauzá
- Amaya Prieto
- Amy Margaret Egan
- Ana Cortijo
- Ana Marta Ersoch
- Ana Morente
- Andreu Santos
- Andreu Viñas
- Ángel Carmona
- Ángela Fernández
- Ángela Gonzalo del Moral
- Ángela Núñez
- Antonio Díaz
- Arturo Martín
- Carol Bonilla
- Carles Mesa
- Carles Novellas
- Carlos Alonso
- Carlos de Matesanz
- Carlos Galilea
- Carlos Navarro
- Carlos Núñez
- Carmen Cuartero
- Carolina Alba
- Charlie Fáber
- Chema García Langa
- Ciudadano García
- Cinto Niqui
- Clara Corrales
- Clara Sánchez
- Claudia Fernández
- Consol Sáenz
- Conxita Casanovas
- Coral Consuegra
- Cristina Alcaine
- Cristina Hermoso de Mendoza
- Cristina Moreno
- Cristina Nieto
- Daniel Galindo
- Daniel Hernández Baldó
- David Sierra
- David Zurdo
- Diego Marcos
- Diego RJ.
- Diego Requena
- DJ Pinky
- Elena Horta
- Elvira de Luis
- Enrique Jacinto
- Enrique Martínez
- Espido Freire
- Estela Viana
- Eva Albiol
- Eva Sahis
- Eva Sandoval
- Fernando Blázquez
- Fernando Íñiguez
- Fernando Orea
- Fernando Ribas de Pina
- Frank T.
- Guillem Hidalgo
- Guillermo Bravo
- Gustavo Iglesias
- Henry Sáez
- Ignaci Gras
- Inés Azagra
- Inés Fernández Arias
- Irene de Juan
- Irene Desumbila
- Isabel Díaz
- Isabel Ruiz Lara
- Itziar Jiménez
- Javier Alonso
- Javier Martínez
- Jesús Bombín
- Jesús de las Heras Muela
- Joan Arenyes
- Joaquín López Bustamante
- Jorge Barriuso
- José Barrero
- José Luis Besada
- José Manuel Sebastián
- José María Rubí
- José María Velázquez-Gaztelu
- Josep Cuní
- Juan Antonio Vázquez
- Juan Fernández Vegue
- Juan Lucas
- Juan Luis Arsuaga
- Juan Martín
- Juan Sánchez
- Juan San Ildefonso
- Juan Suárez
- Juanfra Álvarez
- Juanjo Martín
- Julio Ródenas
- Julio Valverde
- Lara López
- Laura Barrachina
- Laura González
- Laura Mesa
- Laura Monill
- Laura Prieto
- Leyre Guerrero
- Lola Funchal
- Lola Martínez Rojo
- Lola Plaza
- Longino Pizarro
- Lourdes Maldonado
- Luis Ángel de Benito
- Luis Martín
- Maite Muniain
- Mamen Asencio
- Manolo Castro
- Manolo Fernández
- Manolo Hernández Hurtado
- Manuel Colinas
- Manuel Moraga
- Manuel Seara Valero
- Manu Martínez
- Mar García
- Marciano Pizarro
- Marcos Mostaza
- Marga Lluch
- Mari Cruz Hernández
- María Dolores Albiac Murillo
- María Gómez
- María Taosa
- María Torres
- Marilyn Quintana
- Mario Muñoz
- Marta Fernández
- Marta Pastor
- Martín Llade
- Mavi Aldana
- Mercedes Puente
- Miguel Ángel Coleto
- Miguel Ángel de Rus
- Miguel Ángel Domínguez
- Miguel Ángel Hoyos
- Miguel Blanco
- Miguel Verissimo
- Mikaela Vergara
- Mireia Moreno
- Nacho Álvaro
- Natàlia Sánchez
- Niño de Elche
- Noemí Martínez Tévar
- Olga Baeza
- Olga Rodríguez
- Óscar Checa Algarra
- Paco Clavel
- Paco Lobatón
- Paco Tomás
- Paloma Arranz
- Paloma Cortina
- Paula Aller
- Paula Duarte
- Paula Mayoral
- Paula Quintana
- Pelayo Esteve
- Pep Gorgori
- Pepa Fernández
- Pilar Martín
- Pilar Sampietro Colom
- Rafa García
- Raquel García
- Raúl Losánez
- Rayden
- Ricardo de Cala
- Rodolfo Poveda
- Roger Gascon
- Rosa de Diego
- Rubén Nevado
- Sabrina Aguado
- Salvador Campoy
- Salvador Jiménez Heredia
- Samanta Villar
- Sandra Urdín
- Santiago Alcanda
- Santiago Bustamante
- Sasi Alami
- Silvia Fernández
- Sílvia Tarragona
- Soleá Morente
- Sonia Castelani
- Susana García
- Támara García
- Tato Puerto
- Teo Sánchez
- Teresa Viejo
- Tere Vilas
- Toni Marín
- Víctor Sarrión
- Virginia Díaz
- Xavi Martínez
- Yolanda Criado
- Yolanda Flecha
- Yolanda Flores

### RTVE Play
- Inés Hernand
- Hamza Zaidi
- Henar Álvarez
- Marina Rivers
- Masi
- Miriam Martín

## Críticas y polémicas
RTVE sólo reserva a Podemos e Izquierda Unida el 1% de sus bloques informativos en los Telediarios para la campaña de las elecciones autonómicas y municipales de 2023. Podemos ya había protestado por quedarse fuera del reparto de los espacios gratuitos de propaganda electoral que RTVE emitirá en su programación nacional de TVE y Radio Nacional.

### Eurovisión
En 2017, el cantante Manel Navarro fue seleccionado para representar a España en el Festival de la Canción de Eurovisión 2017 con su tema Do It for Your Lover. En el programa Objetivo Eurovisión, creado por RTVE para elegir al candidato al certamen, las votaciones de los telespectadores y las del jurado acabaron en empate entre Manel, el ganador del voto del jurado y Mirela, la ganadora del voto de los telespectadores. Ante esto, solamente el jurado volvió a votar para romper el empate y por dos votos a uno eligió a Manel como representante, ante críticas y abucheos del público presente. Uno de los integrantes del jurado, Xavi Martínez, era amigo personal de Manel y le había estado promocionando previamente en su programa de Los 40, lo que iba contra las normas del concurso. En cuanto se supo el resultado, se desató un aluvión de críticas al ganador en redes sociales y a la producción de la gala, además de alegatos de fraude en las votaciones para favorecer a Manel. Incluso el PSOE, partido en la oposición al Gobierno de España en ese momento, pidió explicaciones por la elección a RTVE en el Congreso de los Diputados. Manel consiguió el último puesto del certamen.
En 2022 ocurrió algo similar. La cantante Chanel Terrero fue seleccionada para representar a España en el Festival de la Canción de Eurovisión 2022, con su tema SloMo. Los telespectadores del programa creado por RTVE para elegir al candidato al certamen, Benidorm Fest 2022, dejaron al grupo Tanxugueiras en 1.ª posición y a Chanel Terrero en 3.ª posición. Por su parte, los votos del jurado dejaron al grupo Tanxugueiras en 5.º lugar y a Chanel Terrero en 1.º lugar, por lo que Chanel quedó elegida en la suma final, prevaleciendo otra vez el voto del jurado frente al de los telespectadores. Una de las integrantes del jurado, Miryam Benedited, había trabajado anteriormente con la cantante elegida y algunos fanes pensaron que esto podría haber favorecido a Chanel. En cuanto se supo el resultado, se desató un aluvión de críticas a la producción del concurso y a la ganadora en redes sociales, con el hashtag #TONGAZO como trending topic en España, además de alegatos de fraude en las votaciones para favorecer a Chanel. En los días posteriores a la final, partidos políticos como el BNG y En Común anunciaron que pedirían explicaciones sobre el sistema de votación a RTVE en el Congreso de los Diputados como también anunció el sindicato Comisiones Obreras de RTVE, mientras que el Partido Popular hizo lo mismo en el Senado. Chanel consiguió el tercer puesto en el certamen, el mejor resultado de España en 27 años, desde 1995.